# Bourbourg
Pour les articles homonymes, voir Bourbourg (homonymie).
Bourbourg est une commune française, située dans le département du Nord en région Hauts-de-France.

## Géographie

### Description
Bourbourg est un gros bourg de Flandre maritime situé dans le département du nord, limitrophe de celui du Pas-de-Calais, à 10 km du littoral de la Manche, à 15 km au sud-ouest de Dunkerque, 28 km à l'ouest de la frontière franco-belge, 22 km de Saint-Omer 23 km à l'est de Calais et à  69 km au nord-ouest de Lille.
Il est situé sur un territoire de polders.

### Communes limitrophes
| Saint-Georges-sur-l'Aa              | Craywick                            |             |
| Saint-Folquin (Pas-de-Calais)       | Bourbourg                           | Brouckerque |
| Sainte-Marie-Kerque (Pas-de-Calais) | Saint-Pierre-Brouck Cappelle-Brouck | Looberghe   |

### Hydrographie

#### Réseau hydrographique
La commune est située dans le bassin Artois-Picardie. Elle est drainée par l'Aa canalisée, le canal de Bourbourg, la Vliet, la Palincdyck, la Vieille Colme, le Grand Meulen Gracht, le Haven, le watergang de l'Ouest de Saint-Pierrebrouck, le watergang du Chemin Vert, la Ferme Bollart, la Vieille Colme, la Wezel Gracht, le canal Cappelle Gracht, le canal du Vieil Enfer, le canal Reep Dyck, le Muchenbled Nieuwgracht, le Nieuwe Gracht, le ruisseau le Grand hoymille, le watergang de Basse Warande, le watergang Denna, le watergang Galgue Gracht, le watergang la Wassche et divers autres petits cours d'eau,.
L'Aa est un fleuve côtier Aa canalisée, d'une longueur de 89 km, prend sa source dans la commune d'Arques et se jette  dans la mer du Nord· à Gravelines. La section traversant la commune est canalisée.
Le canal de Bourbourg relie l'Aa à l'ouest de Bourbourg aux ports intérieurs de Dunkerque.

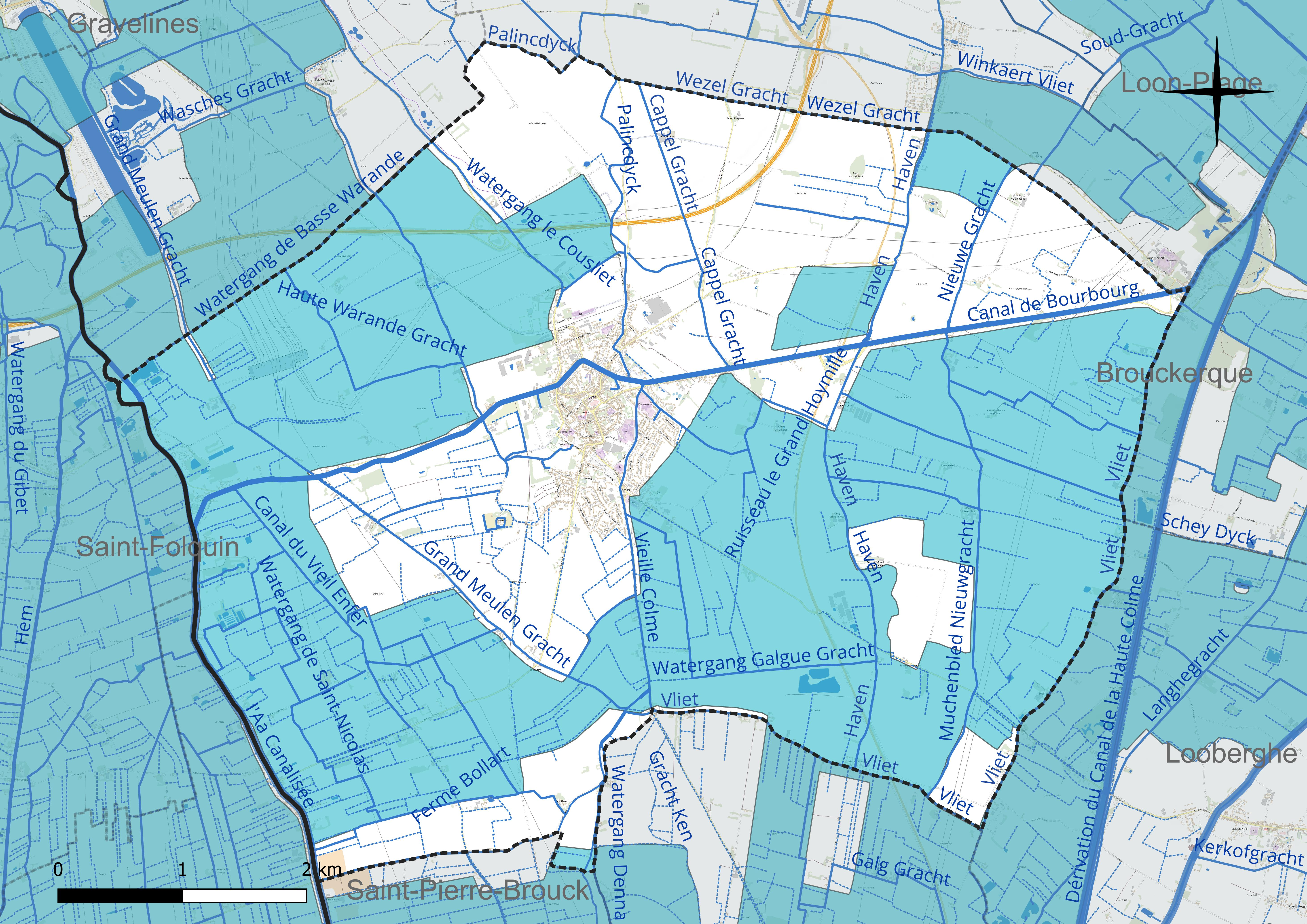
Réseau hydrographique de Bourbourg.

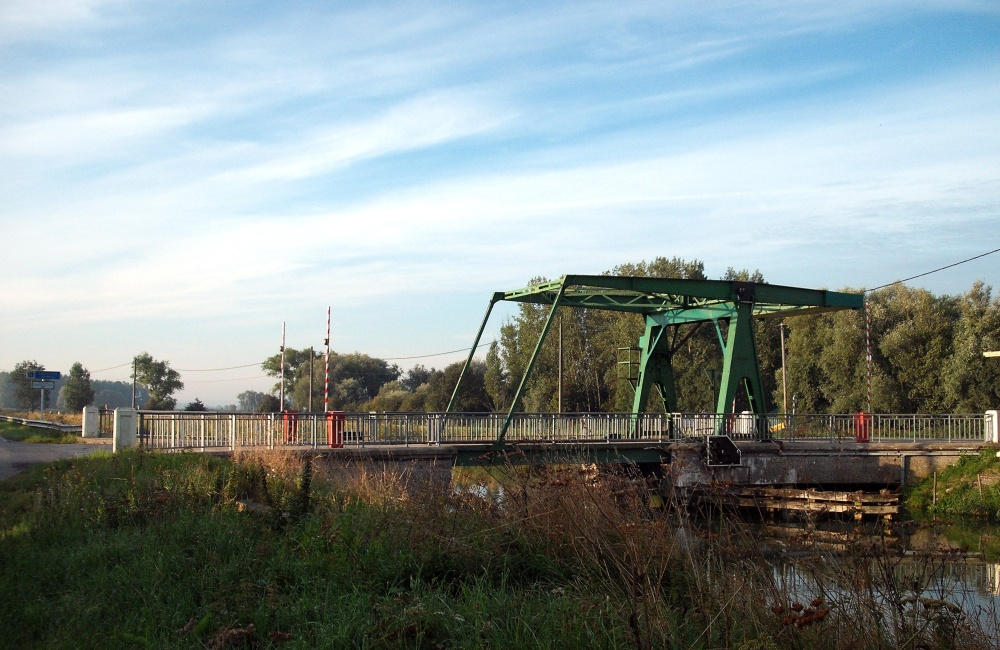
Pont sur l'Aa.
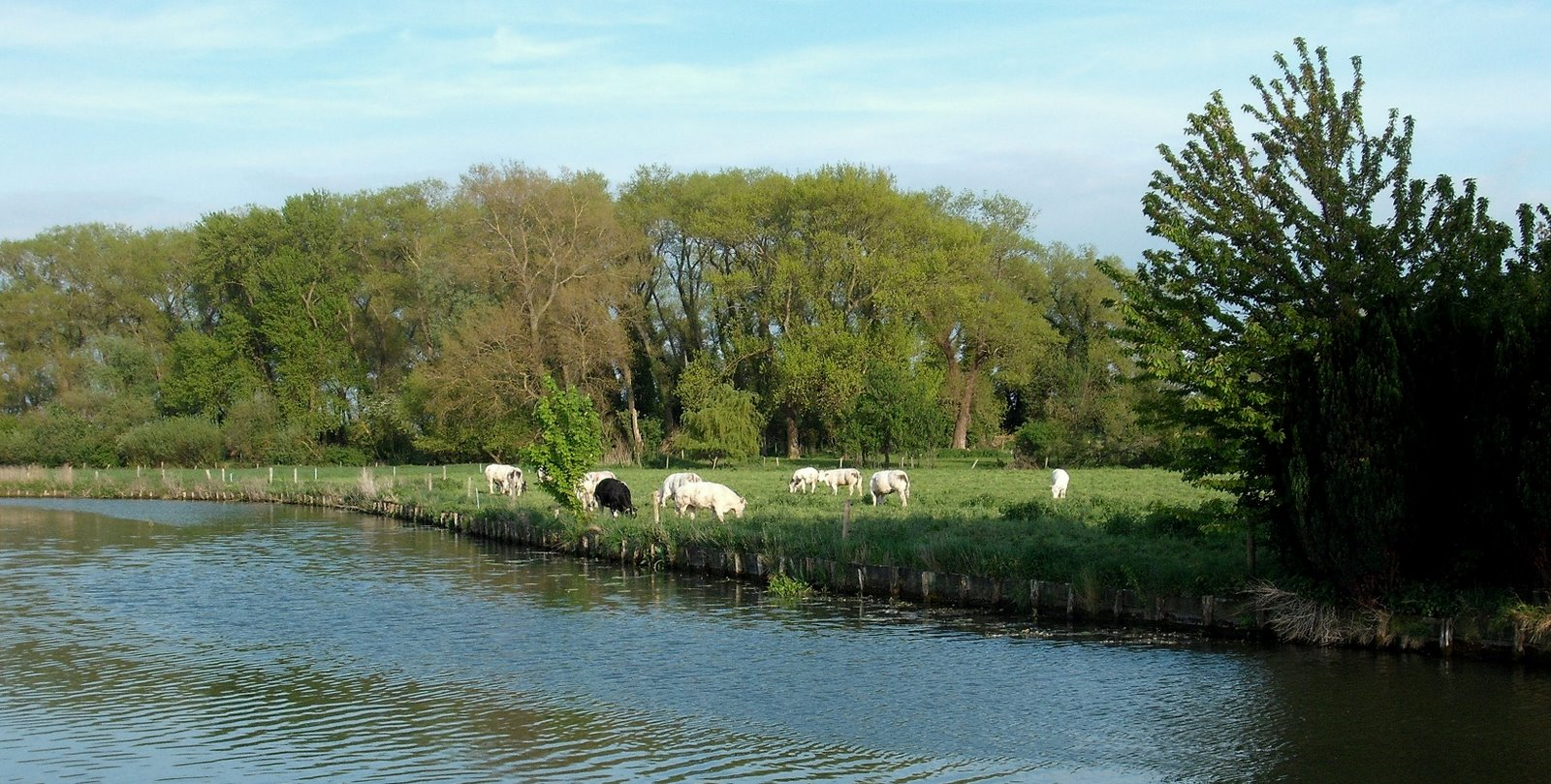
Le canal de Bourbourg.
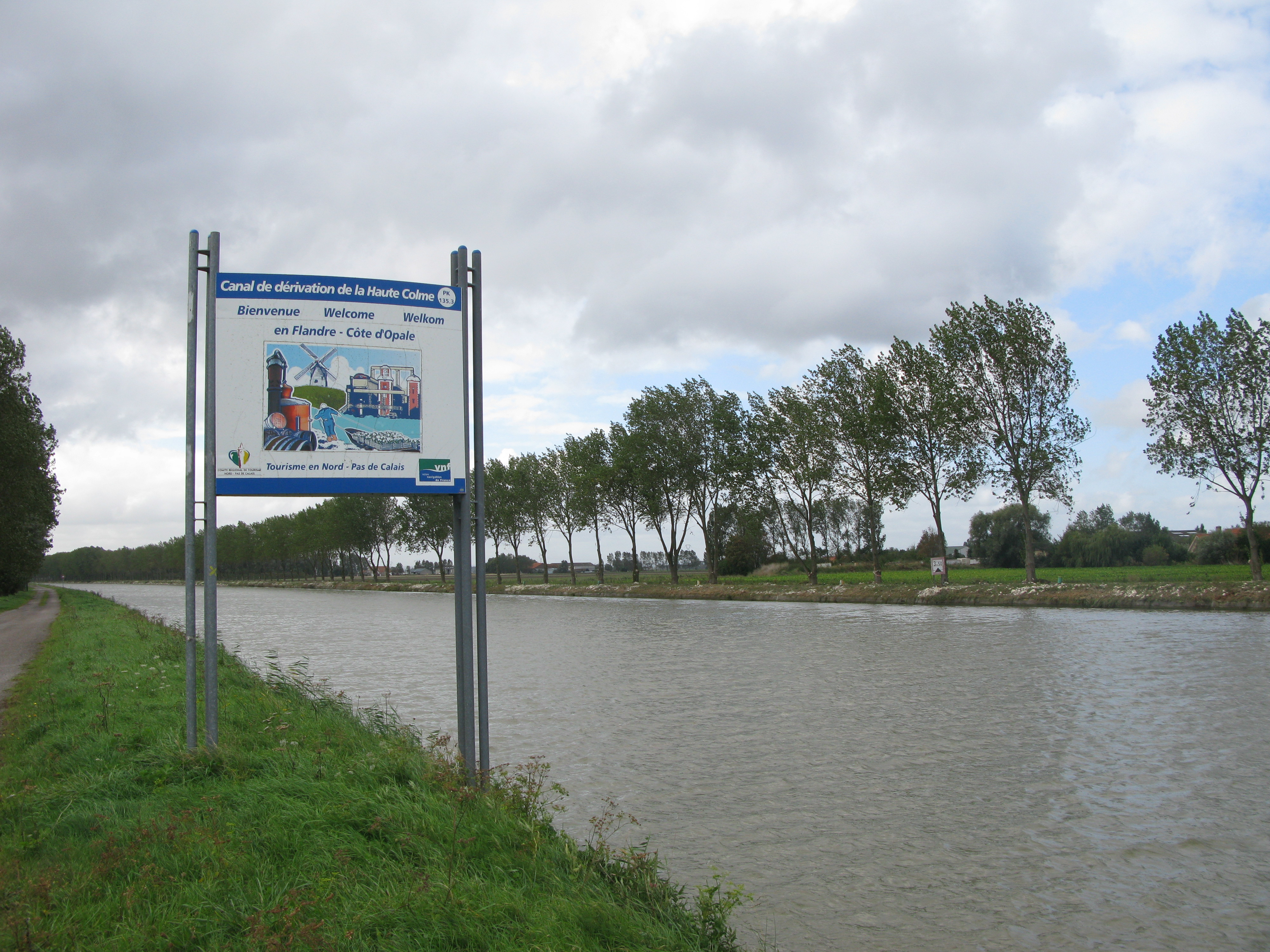
Canal de la dérivation de la Haute Colme.
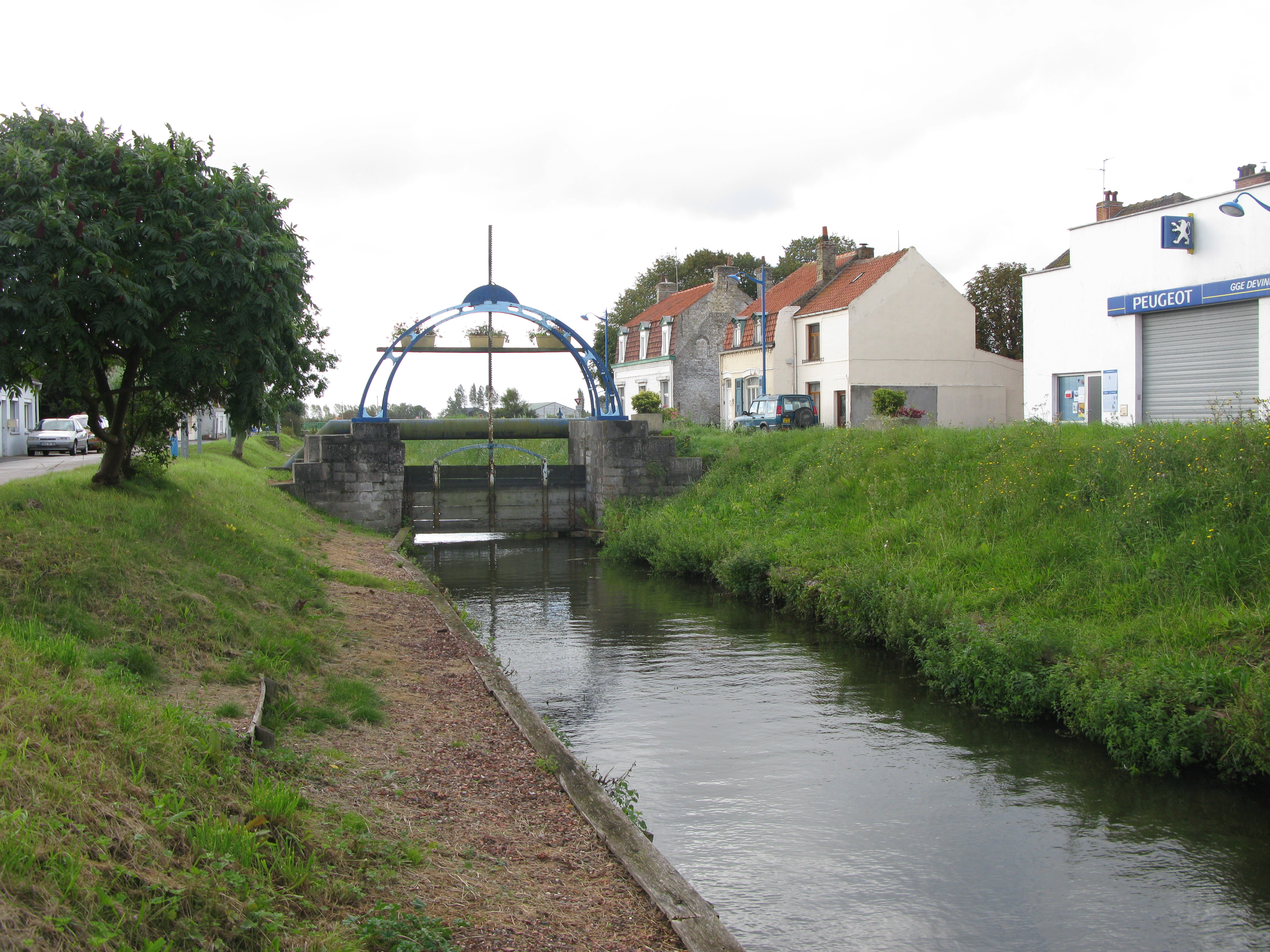
Le Vliet, à Coppenaxfort.

#### Gestion et qualité des eaux
Le territoire communal est couvert par le schéma d'aménagement et de gestion des eaux (SAGE) « Delta de l'Aa ». Ce document de planification concerne un territoire de 1 208 km2 de superficie, délimité par le bassin versant de l'Aa. Le périmètre a été arrêté le 18 août 2000 et le SAGE proprement dit a été approuvé le 15 mars 2010. La structure porteuse de l'élaboration et de la mise en œuvre est l'Institution intercommunale des Wateringues.
La qualité des cours d'eau peut être consultée sur un site dédié géré par les agences de l'eau et l'Agence française pour la biodiversité.

### Climat
Pour des articles plus généraux, voir Climat des Hauts-de-France et Climat du Nord.
En 2010, le climat de la commune est de type climat océanique altéré, selon une étude du CNRS s'appuyant sur une série de données couvrant la période 1971-2000. En 2020, Météo-France publie une typologie des climats de la France métropolitaine dans laquelle la commune est exposée à un climat océanique et est dans la région climatique Côtes de la Manche orientale, caractérisée par un faible ensoleillement (1 550 h/an) ; forte humidité de l'air (plus de 20 h/jour avec humidité relative > 80 % en hiver), vents forts fréquents.
Pour la période 1971-2000, la température annuelle moyenne est de 10,7 °C, avec une amplitude thermique annuelle de 13,4 °C. Le cumul annuel moyen de précipitations est de 725 mm, avec 12,3 jours de précipitations en janvier et 7,8 jours en juillet. Pour la période 1991-2020, la température moyenne annuelle observée sur la station météorologique la plus proche, située sur la commune de Watten à 13 km à vol d'oiseau, est de 11,3 °C et le cumul annuel moyen de précipitations est de 822,8 mm,. Pour l'avenir, les paramètres climatiques de la commune estimés pour 2050 selon différents scénarios d'émission de gaz à effet de serre sont consultables sur un site dédié publié par Météo-France en novembre 2022.

## Urbanisme

### Typologie
Au 1er janvier 2024, Bourbourg est catégorisée petite ville, selon la nouvelle grille communale de densité à sept niveaux définie par l'Insee en 2022.
Elle appartient à l'unité urbaine de Bourbourg, une unité urbaine monocommunale constituant une ville isolée,. Par ailleurs la commune fait partie de l'aire d'attraction de Dunkerque, dont elle est une commune de la couronne,. Cette aire, qui regroupe 66 communes, est catégorisée dans les aires de 200 000 à moins de 700 000 habitants,.

### Occupation des sols
L'occupation des sols de la commune, telle qu'elle ressort de la base de données européenne d'occupation biophysique des sols Corine Land Cover (CLC), est marquée par l'importance des territoires agricoles (94,4 % en 2018), une proportion sensiblement équivalente à celle de 1990 (95,2 %). La répartition détaillée en 2018 est la suivante : 
terres arables (92,9 %), zones urbanisées (4,7 %), prairies (1,5 %), zones industrielles ou commerciales et réseaux de communication (0,9 %). L'évolution de l'occupation des sols de la commune et de ses infrastructures peut être observée sur les différentes représentations cartographiques du territoire : la carte de Cassini (XVIIIe siècle), la carte d'état-major (1820-1866) et les cartes ou photos aériennes de l'IGN pour la période actuelle (1950 à aujourd'hui).

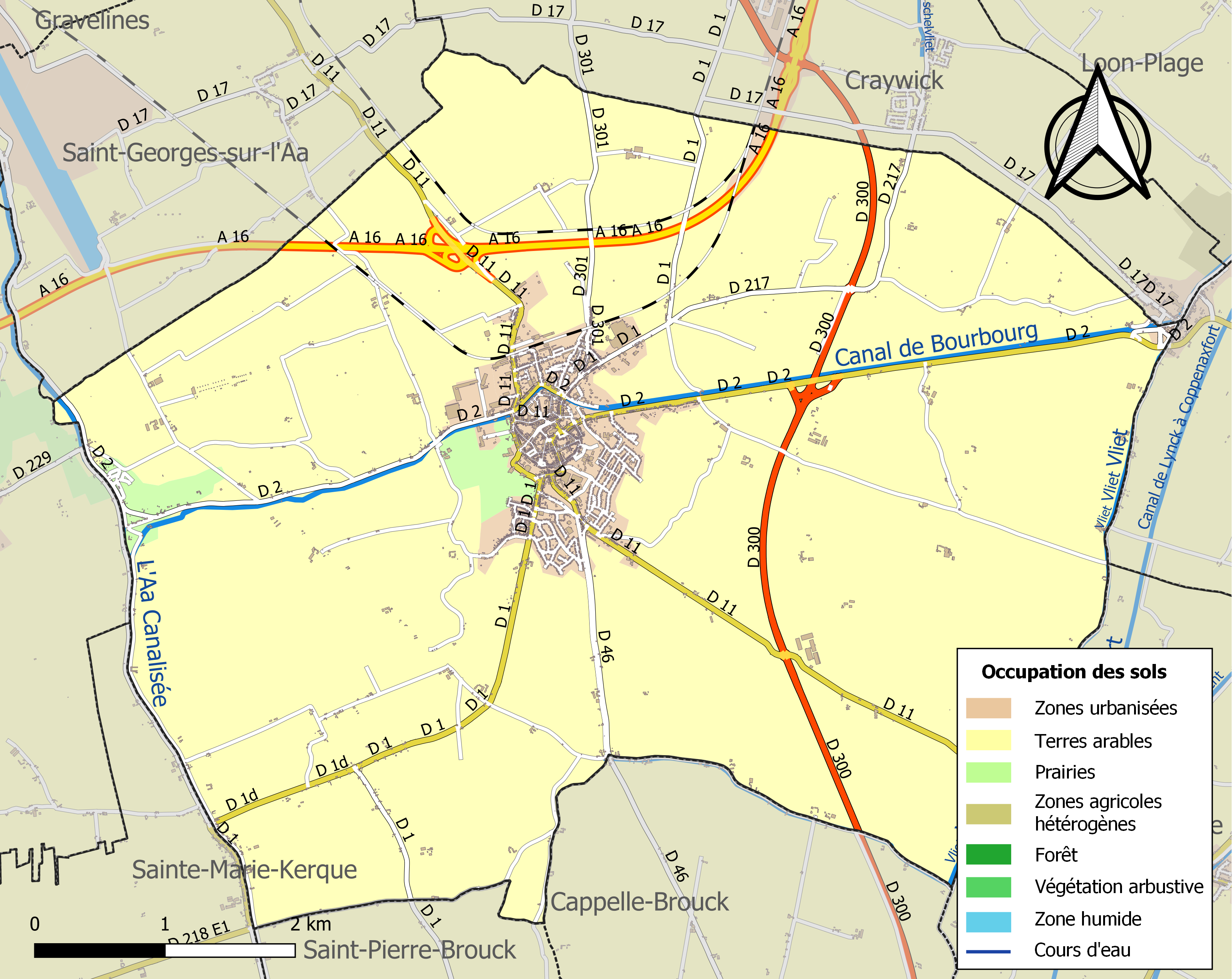
Carte des infrastructures et de l'occupation des sols de la commune en 2018 (CLC).

### Lieux-dits, hameaux et écarts
La commune compte de nombreux hameaux ou lieux-dits : l'Ancre, le Guindal, Coppenaxfort, le Laurier, Quathove, Saint-Nicolas.

### Habitat et logement
En 2019, le nombre total de logements dans la commune était de 3 309, alors qu'il était de 3 107 en 2014 et de 2 805 en 2009.
Parmi ces logements, 90,6 % étaient des résidences principales, 0,6 % des résidences secondaires et 8,8 % des logements vacants. Ces logements étaient pour 78,4 % d'entre eux des maisons individuelles et pour 21,1 % des appartements.
Le tableau ci-dessous présente la typologie des logements à Bourbourg en 2019 en comparaison avec celle du Nord et de la France entière. Une caractéristique marquante du parc de logements est ainsi une proportion de résidences secondaires et logements occasionnels (0,6 %) inférieure à celle du département (1,6 %) mais supérieure à celle de la France entière (9,7 %). Concernant le statut d'occupation de ces logements, 50,1 % des habitants de la commune sont propriétaires de leur logement (52,5 % en 2014), contre 54,7 % pour le Nord et 57,5 pour la France entière.
| Typologie                                               | Bourbourg | Nord | France entière |
| ------------------------------------------------------- | --------- | ---- | -------------- |
| Résidences principales (en %)                           | 90,6      | 90,6 | 82,1           |
| Résidences secondaires et logements occasionnels (en %) | 0,6       | 1,6  | 9,7            |
| Logements vacants (en %)                                | 8,8       | 7,8  | 8,2            |

### Voies de communication et transport
- Le réseau routier : rocade Dunkerque/Saint-Omer, proximité immédiate de la route nationale 1 Dunkerque/Calais, proximité de l'autoroute A25 Dunkerque/Lille et rocade littorale Nord A16.
- Voie navigable : canal de Bourbourg reliant l'Aa aux ports intérieurs de Dunkerque.
- Le chemin de fer : la gare de Bourbourg est desservie par des trains TER Hauts-de-France de la ligne P72 qui effectuent des missions omnibus entre les gares de Dunkerque et de Calais-Ville.
- Transports urbains : Ligne 23 du réseau DK'Bus qui relie la ville à Grande-Synthe et Gravelines.
- Transports interurbains : lignes 904 et 904E du réseau interurbain Arc-en-Ciel 1 qui relie la ville à Dunkerque et Saint-Omer.
- Sentiers de randonnée : GR 120 ou Sentier du littoral, et qui fait partie du sentier européen E9 et GR 128A

## Toponymie
Le nom de la localité est attesté sous les formes Brucburgh en 1035, Brucburch en 1037, Borburc en 1150, Broburg en 1056, Borburc en 1150, Brouburg en 1187, Bourbough en 1268, Brouborgh en 1309.
- Le nom de la ville vient du flamand « Broek burg », qui signifie « la forteresse du marais »[32], en référence à l'implantation de la commune.
- En néerlandais en flamand occidental : Broekburg[33].

Son nom rappelle l'omniprésence des marais sur le territoire qui forme la commune actuelle de Bourbourg, même si par endroits, des îlots de terre émergeaient. Ainsi, en quelques endroits, dont le lieu-dit le Guindal, ont été retrouvés des vases de terre rouge ou grise d'époque gallo-romaine, mais le bourg n'a pu apparaître que progressivement, au fur et à mesure que les marais ont été asséchés, notamment par les moines (watringue).

## Histoire

### Moyen Âge
Bourbourg est apparue sur des terres en partie formées des alluvions descendant de la partie supérieure du bassin de l'Aa.
Vers 800, selon une carte de Malbrancq qui représente la partie orientale du delta de l'Aa, le village Burgus in broco est indiqué, entouré de Ecclesia in broco (Brouckerque), Grunberga (Bergues), Saint-Wilbrordi (Gravelines), Koudekerke (Coudekerque), Spikere (Spycker) ou Loo berga (Looberghe).
Les Normands ruinent la cité vers 880. Le comte de Flandres Baudouin II (Baudouin le Chauve) entoure la ville reconstruite de remparts et de fossés vers 900. Baudouin III de Flandre poursuit cette action en 958.
À cette époque, Bourbourg est le chef-lieu d'un doyenné de chrétienté chapeautant plusieurs églises et chapelles, dont Gravelines, même si l'ensemble dépendait de l'abbaye Saint-Bertin de Saint-Omer, qui y prélevait de nombreuses dîmes.
Le hameau de Saint-Nicolas apparait vers 1114. À ses débuts, village autonome, Saint-Nicolas paye lal dîme des harengs, qui était due par les villages côtiers, témoignage de sa proximité probable avec l'ancien estuaire de l'Aa, lequel avec le temps a vu son embouchure dériver vers l'est.
Cette situation des droits de Saint-Bertin et de la ville de Saint-Omer à Bourbourg se poursuit, amenant plusieurs conflits entre les autorités de Bourbourg, dont l'abbaye fondée deux siècles plus tard, soucieuses d'échapper à la tutelle de Saint-Bertin : en 1177-1178, le pape Alexandre III fixe les droits de procuration dus par l'abbaye de Saint-Bertin pour Bourbourg à l'égard de l'évêque de Thérouanne ; en 1180, l'évêque Didier charge le doyen R. et les autres prêtres de Bourbourg de faire payer la 7e partie de la dîme des harengs à l'abbaye de Saint-Bertin, sous peine d'anathème; en 1181, le pape Alexandre III charge les abbés d'Auxy et de Saint-Jean de Thérouanne d'examiner un différend entre l'abbaye de Saint-Bertin et le doyen de Bourbourg ; en 1232, l'évêque Pierre de Doij et le chapitre de Thérouanne notifient les droits attribués à l'évêque en fait de gîte dans les dépendances de Saint-Bertin à Bourbourg et à Merken (en Flandre) ; en 1303, des paroissiens de Bourbourg désignés par le curé de Bourbourg doivent répondre à un interrogatoire mené par le chantre de Saint-Bertin, agissant en qualité de conservateur des privilèges de l'abbaye. Le 13 juin 1310, le Parlement de Paris condamne Walter, bailli de Bourbourg et les maire, échevins et jurés de Gravelines à payer des amendes pour avoir attaqué et emprisonné deux jurés et deux échevins de Saint-Omer, qui étaient sous le sauf-conduit du roi de France (les mis en cause, contestaient les privilèges dont les maire, échevins et habitants de Saint-Omer se prévalaient à Gravelines, privilèges confirmés par le Parlement). En 1318, le roi de France Philippe V le Long confirme aux bourgeois de Saint-Omer la charte par laquelle sous approbation de Philippe, comte de Flandre et de Vermandois, les échevins et les élus de la terre de Bourbourg avaient réglé les droits dont jouissaient les bourgeois de Saint-Omer à Bourbourg.
En 1057, Baudouin V de Flandre accorde à l'abbaye Saint-Pierre de Gand, qui possède déjà des terres à Bourbourg, le droit de lever la dîme de la pêche à Bruchburch ; cet acte s'explique par la proximité de la mer et des marais, et donc de la pêche, autour de Bourbourg à l'époque.
Au XIe siècle, la cité devient le siège de la Châtellenie de Bourbourg, qui regroupe les paroisses de Bourbourg, Saint Georges sur l'Aa, Saint Pierre Brouck, Cappelle-Brouck, Craywick, Loon, Drincham, Eringhem, Looberghe (en partie, une partie relève de la châtellenie de Bergues Saint Winoc), Millam, Merckeghem, Holque. Les premiers châtelains appartiennent à la famille de Bourbourg, puis  aux comtes de Guînes avant d'arriver à d'autres possesseurs, alors que dans le même temps les seigneurs de Bourbourg sont les comtes de Flandre successifs, avant de relever au fil des successions et mariages des possessions des rois de France.
Lors de l'affrontement en 1071 entre Robert Ier de Flandre, dit Robert le Frison, et Richilde de Hainaut pour la possession du comté de Flandres, Bourbourg comme la plupart des villes flamandes prend parti pour Robert contre Richilde, estimée comme abusant de son pouvoir (bataille de Cassel (1071). Plus de 1 000 hommes venus de Bourbourg participent à la bataille.
Vers 1099, au retour de la première croisade de son mari et comte de Flandres, Robert II de Flandre, Clémence de Bourgogne fonde l'abbaye Notre-Dame de Bourbourg au sud de la ville, abbaye réservée aux jeunes filles nobles, plus tard transformée en chapitre noble de chanoinesses. Clémence de Bourgogne s'y fait inhumer. L'abbaye de bénédictines  est intégrée à la ville en 1551, par ordre de Charles Quint, à l'abri des remparts. Le 10 septembre 1782, la reine Marie-Antoinette donne à l'abbaye de Bourbourg le titre de chapitre de la Reine et prend le titre de 1re chanoinesse.
Bourbourg abrite trois couvents supplémentaires au fil du temps : le Couvent des Capucines de Bourbourg créé en 1614 par Mme Maes-Taffin, native de Saint-Omer (en religion Françoise de Saint-Omer), demeurant à Bourbourg, à l'origine d'un ordre religieux, le Couvent des Sœurs noires de Bourbourg ou des sœurs grises du Tiers-Ordre de Saint-François (religieuses hospitalières) et le couvent des Capucins de Bourbourg en 1621. Les quatre établissements disposent d'un îlot particulier dans la ville,.
Vers 1132, une maison des lépreux, desservie par des religieuses, et plus tard par les sœurs noires, est fondée à environ un kilomètre au sud de la ville par un dénommé Malger, avec l'assentiment de l'évêque des Morins et de l'abbé de Saint-Bertin. Il y assigne la somme de 12 livres de Flandre pour y fonder une chapellenie. l'évêque  Milon, en accord avec Simon, abbé de Saint-Bertin, pourvoit au service religieux de la chapelle de cette maison. Il s'agit sans doute du même établissement que l'hôpital de charité pour les vieillards, appelé hôpital Saint-Nicolas. L'hôpital reçoit plusieurs dons, de terres ou d'argent : don du châtelain Henri de Bourbourgconfirmé par son fils Baudouin devenu châtelain ; en 1150, don de Baudouin Paledig, confirmé par le comte de Flandre Thierry d'Alsace; en 1181, le comte de Flandre Philippe d'Alsace confirme le don d'un fief de 12 mesures (environ 5 hectares) situées près du nouveau port (Gravelines) fait par Robert le Fauconnier de Gravelines. Cet établissement bénéficie de la protection de plusieurs papes qui réaffirment ses droits (sans doute était-il l'objet de la convoitise de laïcs et/ou d'ecclésiastiques) : vers 1241, Grégoire IX  prend sous sa protection l'hôpital de Bourbourg et en confirme le maître et les frères dans la possession de leurs biens; en 1245, Innocent IV fait de même et, en 1246, charge le doyen de Saint-Pierre de Cassel de faire cesser les troubles apportés à la possession des biens de la maison des lépreux de Bourbourg. En 1249, il déclare que l'hôpital doit être exempt des droits de tonlieu pour tous les objets servant à la consommation des personnes de l'hôpital, en 1250, il charge de nouveau le doyen de Cassel de faire cesser les troubles sur la possession de leurs biens; en 1259, Alexandre IV intervient à son tour, à la demande du maître et des frères de l'hôpital, et charge le prieur de Notre Dame Capelle (abbaye liée à l'abbaye Saint-Jean-du-Mont de Thérouanne) de juger quelques débats relatifs à leurs biens. Ces interventions répétées montrent les difficultés rencontrées par l'hôpital pour garder son indépendance.
Les échevins de Bourbourg ont souvent des tensions avec ceux de Saint-Omer à propos d'un ancien avantage des habitants de cette ville (exemption de tonlieu, taxe sur le transport de marchandises, à Gravelines). En 1165, le comte de Flandre intervient pour définir les avantages et droits de chacune des parties : Bourbourg, Gravelines, et Saint-Omer.
En 1192, Bourbourg fait partie, entre autres, du douaire de Mathilde de Portugal, veuve du comte de Flandre Philippe d'Alsace, ce qui ne manque pas de poser des problèmes avec les châtelains de Bourbourg, à la suite des prétentions de cette dernière.
Vers 1200, les bourgeois de Bourbourg s'engagent à prendre le parti du roi de France Philippe II Auguste contre leur suzerain le comte de Flandre (Baudouin VI de Hainaut), si celui-ci ne respecte pas le traité traité de Péronne conclu entre eux en 1200 (il s'agit d'un moyen de pression de Philippe Auguste contre le comte de Flandre pour s'assurer de sa fidélité; la majorité des villes de Flandre prennent le même engagement.
Bourbourg compte à l'époque une maison appartenant à l'ordre du temple (Templiers) : en 1226, elle est donnée par l'ordre à Baudouin III de Guînes, comte de Guînes, châtelain de Bourbourg et seigneur d'Ardres.
En 1237, comme de très nombreuses villes et de très nombreux seigneurs de Flandre, les échevins et la ville de Bourbourg déclarent qu'ils soutiendront le roi de France (Louis IX autrement dit saint Louis) si la comtesse de Flandre (Jeanne de Constantinople) n'observe pas les conditions du traité de Péronne. Pour la ville, il s'agissait d'éviter ainsi des déboires ou taxations supplémentaires mais les échevins ne se sentaient pas plus engagés que cela par cette promesse, même si les rois de France comptaient bien s'en servir pour les déclarer parjures le cas échéant s'ils revenaient dessus). La ville dut renouveler la promesse en 1238 après le mariage de Jeanne de Constantinople avec Thomas II de Piémont dit Thomas de Savoie. Une promesse du même ordre devra être faite en 1305 après la victoire de Philippe IV le Bel lors de la bataille de Mons-en Pévèle sur les troupes flamandes.
En 1240, la comtesse Jeanne accorde à la ville de Bourbourg une keure, c'est-à-dire une charte communale permettant à la ville de s'administrer de façon plus autonome. Cette attribution s'effectue dans le cadre du mouvement d'émancipation des communes. À la même époque, toutes les villes environnantes de quelque importance reçoivent ou bénéficient déjà de ce genre de droits (ex Bergues en 1240 également, Lille en 1235...). Ces libertés communales se symbolisent entre autres par le sceau propre à la ville porté sur les actes officiels de celle-ci. Celui-ci pouvait évoluer au fil du temps, mais souvent après de graves évènements politiques. En 1293, les échevins et coriers (ou Keurheerens, soit hommes de la keure) reconnaissent que le prévôt (représentant de l'abbé) et l'abbaye de Watten, les ont autorisé à percer la digue à Wisch, près de Gravelines, mais sans pouvoir porter préjudice au monastère ; il s'agit probablement dans cette région de marais de problèmes d'irrigation et/ou d'évacuation des eaux (voir watringue).
En septembre 1297, le roi Philippe IV le Bel, vainqueur du comte de Flandre Gui de Dampierre, confirme aux villes de Flandre, dont Bergues, Bourbourg, Mardyck, leurs lois et libertés, moyen d'assurer le calme dans ces villes.
Les échevins de Bourbourg rencontrent quelques difficultés avec le roi de France : en février 1301, Philippe Le Bel renvoie devant son lieutenant en Flandre un appel interjeté par un nommé J. Richier d'une sentence prononcée par les keuriers de Bourbourg. L'affaire ne progresse pas et le roi décide en septembre 1301 que l'appel de J. Richier est porté devant des personnes neutres, les keuriers de Furnes et de Bergues, et en informe les bailli et sous-bailli de Bergues. La situation parait figée, après un rappel de ses consignes en novembre 1301, le roi enjoint en janvier 1302 au bailli de Bergues de citer les échevins de Bourbourg devant le Parlement de Paris. Néanmoins en février 1302, le roi enjoint à son lieutenant en Flandre, Jacques Ier de Châtillon, de veiller à ce que le bailli royal de la châtellenie de Bourbourg ne prélève pas des amendes exagérées sur les habitants de la châtellenie.
Les châtelains et la ville de Bourbourg, vassaux du comte de Flandres, participent aux combats menés par leur suzerain ou se révoltent contre celui-ci lorsqu'ils estiment qu'il outrepasse ses droits : voir l'exemple de 1071 ci-dessus; en 1328, quasi toute la Flandre (y compris Bourbourg, Bergues, Mardick, Gravelines, Bailleul, Dunkerque, Bruges, Courtrai, Ypres  etc.) se révolte contre le comte de Flandre Louis de Nevers, les villes sont excommuniées, le roi de France Philippe VI de Valois secourt le comte et écrase les Flamands à la bataille de Cassel, en 1329, le roi autorise l'archevêque de Reims, l'évêque de Senlis et le doyen de Rouen à lever l'interdit (l'excommunication) encouru du chef d'infraction à la paix, mais les flamands révoltés des châtellenies de Furnes, Bergues, Bourbourg, Dunkerque, Cassel, etc., se verront infliger amendes et confiscations, notamment en 1336; en 1382, les milices de Bourbourg, rangées au côté du comte de Flandres Louis de Male et du Roi de France Charles VI s'illustrent par leur bravoure lors de la célèbre bataille de Roosebeke.

### Époque moderne
Bourbourg, ville fortifiée par les comtes de Flandre connait plusieurs moments difficiles au cours des siècles : ville assiégée et/ou pillée dans le cadre de la guerre de Cent Ans (croisade d'Henri le Despenser) ou lors de l'affrontement entre la France et les successeurs des Comtes de Flandre (duc de Bourgogne, puis Autriche, puis Espagne). Les adversaires se disputent la suprématie sur la région qui, au fil des guerres, passe des mains des uns à celles des autres. Bourbourg subit ainsi plusieurs envahissements, destructions : 1479 pillage par les Français qui incendient la ville, puis retour à l'Espagne; en 1529, la régente des Pays-Bas pour le compte des Habsbourg, Marguerite d'Autriche, renforce la garnison de Bourbourg, fait démolir le vieux château de Bourbourg situé hors la ville qui pouvait servir de point d'appui par les Français pour attaquer celle-ci, les pierres de l'ancien château sont utilisées pour renforcer les remparts; 1636, année où la peste se déclare à Bourbourg, dont les fortifications sont renforcées par l'Espagne en 1639, 1645 reprise par les Français après un siège d'une dizaine de jours (à l'époque, la ville était considérée comme imprenable, un chroniqueur estima que la ville se serait rendu assez lâchement; la garnions de 1400-1500 hommes est conduite à Gravelines comme prisonniers), reprise par les Espagnols en 1651pendant que la France est affaiblie par la Fronde; 1657 Turenne prend la ville pour la France et la rase plus ou moins (le bois des charpentes des ruines fut utilisé pour le siège de Gravelines qui suit celui de Bourbourg), nouveau pillage en 1675. La paix n'est durablement retrouvée qu'en 1678, avec le traité de Nimègue, Bourbourg devient définitivement française (elle l'était déjà depuis 1659 par le traité des Pyrénées mais eut à subir les agressions espagnoles jusqu'en 1678).
Pendant une partie de cette période, la ville connait une situation paradoxale : à partir de Henri IV, en 1562 à la mort de son père, les rois de France sont les propriétaires de la seigneurie qui fait toujours partie des possessions de l'Espagne. La situation dure jusqu'en 1659 et le traité des Pyrénées qui attribue définitivement la châtellenie de Bourbourg à la France.
En 1669, la France décide, dans le cadre de la volonté de favoriser le développement de Dunkerque au détriment de Bergues, cité prédominante jusque là, de creuser le canal de Bourbourg, destiné à relier l'Aa à Dunkerque de façon plus directe que le canal de la Colme qui oblige à passer par Bergues, Vauban en sera l'ingénieur.
Pendant toute cette période, plusieurs comtes de Flandre, ducs de Bourgogne, empereur ou roi d'Espagne se rendent à Bourbourg : ainsi en juillet 1549, Charles Quint effectue une tournée en Flandre afin d'y faire reconnaître son fils Philippe II comme comte de Flandre, il vient à Bourbourg après être passé à Bergues, Dunkerque, Gravelines.
Jusqu'en 1789, Bourbourg appartient à un seigneur dont la Cour était dite du Ghiselhuys. Ce seigneur partage le pouvoir avec la châtelain évoqué ci-dessus.
Bourbourg relève du diocèse de Thérouanne puis du diocèse de Saint-Omer lorsque Thérouanne est détruite sur ordre de Charles Quint. L'église est placée sous le patronage de l'Abbaye Saint-Bertin de Saint-Omer.
Bourbourg est divisée en plusieurs sections au XVIIIe siècle[C'est-à-dire ?].

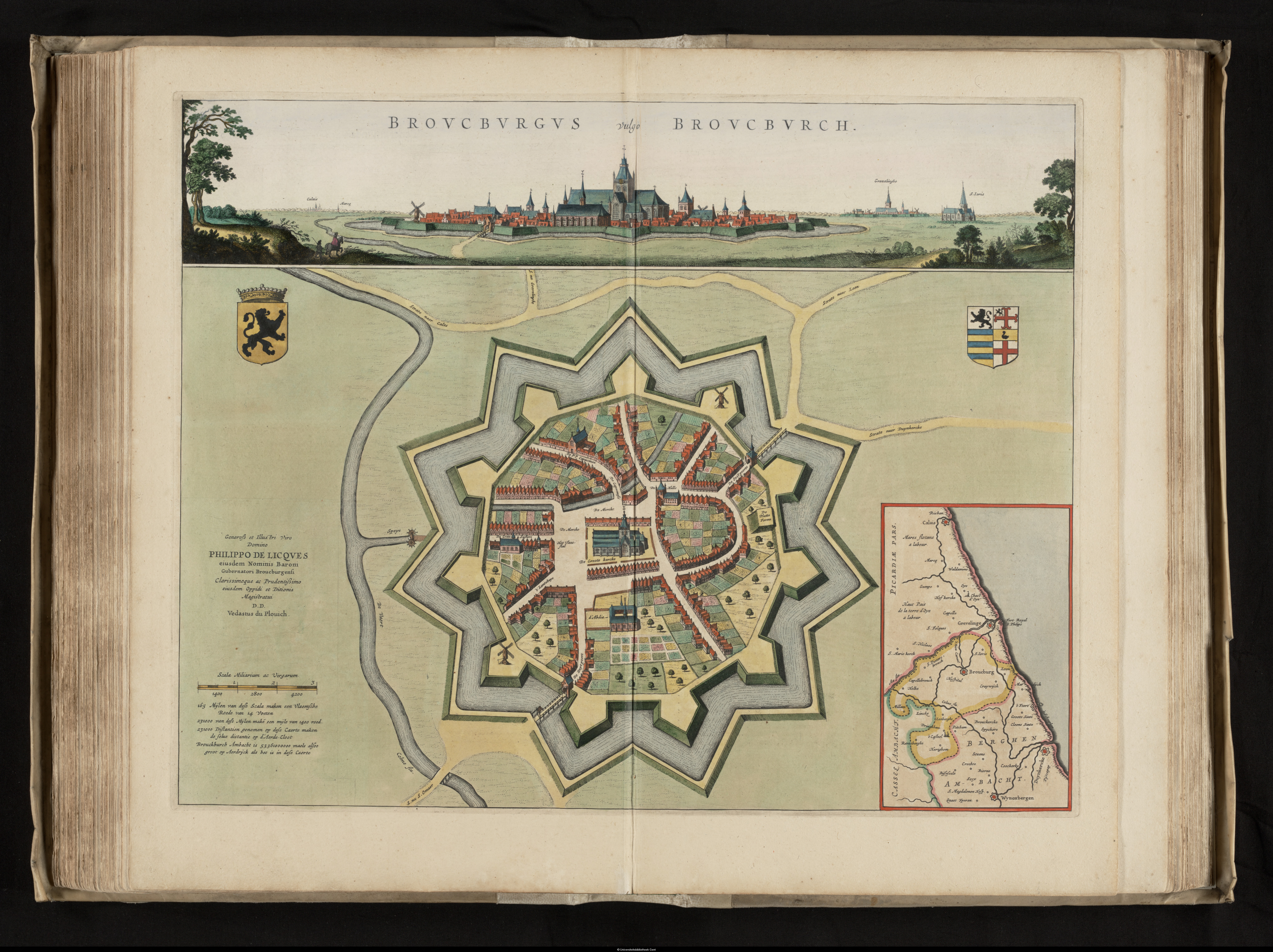
Bourbourg au XVIIe siècle (par Antoine Sandérus dans Flandria Illustratasa - 1641).

En 1771, le délégué de la ville et de la châtellenie de Bourbourg obtient le privilège de tenir un marché dans la ville. Celui-ci s'est perpétué et a toujours lieu de nos jours. S'y tenaient également des franches foires (foires avec taxes réduites pour faciliter le commerce) en juin et septembre.
À la veille de la Révolution française, en 1750, l'église de la ville détient quelques terres, (d'une église à une autre, les situations sont très inégales) situées pour l'essentiel dans la paroisse. Ces biens sont administrés par un « conseil de la fabrique »; les terres sont louées et le produit de la location entre en recettes dans les comptes de l'église. L'église de Bourbourg possède 59 mesures de terre, soit environ 26 hectares. L'église du hameau de Saint-Nicolas a 5 mesures soit environ 2 hectares. Le curé a droit à la portion congrue, dont le montant augmente selon le nombre de vicaires. À côté, la table des pauvres de chaque paroisse détient également quelques terres destinées à aider les indigents, celle de Bourbourg  possède 252 mesures de terre , soit environ 113 hectares.

### Révolution française et Empire
Le cahier de doléances de Bourbourg, rédigé en vue des États généraux de 1789 met l'accent sur la corruption des échevins — qui gèrent outre la ville, la châtellenie — sur le fait que les magistrats sont tous de la ville et qu'ils mettent les charges sur les ruraux.
Dès les débuts de la Révolution française, en octobre 1789, une « Société des Amis de la Constitution » se crée à Bourbourg. Néanmoins, les échevins restent en place jusqu'aux élections de 1790. En février 1791, les patriotes de Bourbourg estiment que les aristocrates dominent la société des Amis de la Constitution et décident de fonder une nouvelle société : la « Société des Vrais Amis de la Constitution ». La société initiale demande et obtient l'affiliation au club des jacobins de Paris. Celui-ci n'acceptant d'affilier qu'une seule société par commune, les deux groupes de Bourbourg envisagent de fusionner, mais cela n'aboutit qu'en juillet 1791, la nouvelle entité adoptant le règlement des Jacobins de Dunkerque. Mais dès septembre 1791, se constitue un nouveau groupe hostile au précédent, la « Société de la Paix » ou « Société de Sainte-Barbe », repère d'antirévolutionnaires selon les amis de la Constitution; elle dura jusqu'au 20 ventôse an II (10 mars 1794) date où eut lieu une épuration et une conversion aux idées républicaines.
Le curé de Bourbourg, Marc Martin Debast, et ses vicaires prêtent le serment de fidélité à la constitution civile du clergé. Le 13 mai 1791, le curé accompagné de plusieurs prêtres, ayant eux aussi prêté le serment, accueillent l'évêque constitutionnel de Cambrai Claude François Marie Primat.
En 1790, les habitants de la campagne veulent obtenir leur indépendance à l'égard des bourgeois de la ville. La sécession aboutit à la mise en place de deux municipalités : Bourbourg-Ville et Bourbourg-Campagne (qui ne sont réunies qu'après la Seconde Guerre mondiale, le 12 décembre 1945). La séparation se fait en suivant les fossés des anciennes fortifications. Le hameau Quathove (Quaedhove) était situé à Bourbourg-Campagne.
Le 29 novembre 1791, éclate à Bourbourg une émeute contre les grains trop rares, les « accapareurs » étant accusés de les garder, de faire des profits, d'affamer le peuple; l'émeute dure une journée sans faire de gros dégâts.
À la fin du XVIIIe siècle, Bourbourg cesse d'être ville de guerre et se développe alors grâce au commerce puis à l'industrie. Toutefois en 1802, elle est encore qualifiée de place fortifiée. En 1803, a lieu à Bourbourg, comme chaque année depuis le Moyen Âge, une grande foire pour toutes marchandises et aux bestiaux le 1er jour; cette année là, elle intervient du 1er au 9 vendémiaire (23 au 30 septembre). S'ajoute à cela une foire de seconde classe pour marchandises et bestiaux les 1,2 et 3 messidor (20 au 22 juin) et un franc marché (marché où les ventes sont dispensées de taxes) aux bestiaux chaque mois. Enfin se tient chaque décade (période de dix jours du calendrier républicain) un marché pour grains, petits animaux et légumes.
En 1802-1803, il existe sur Bourbourg-Campagne un bac appelé Bac des Targuettes utilisé pour franchir l'Aa et faciliter la communication entre Bourbourg et Calais.
La ville profite de son canal « en tout temps navigable », de communications faciles, y compris par voie d'eau avec Dunkerque, Bergues, Saint-Omer, Calais et Ardres et de chemins soigneusement pavés ou empierrés. En été un cabriolet relie la ville à Bergues et Dunkerque sans jour fixe. Son marché est réputé et la ville voit sa population croître jusqu'à près de deux mille âmes (vers 1820).

### Époque contemporaine
Le drainage des marais périphériques met au jour des sols tourbeux riches qui donnent des jardins et pâturages produisant beaucoup de légumes et engraissant beaucoup de volailles et bestiaux.
En 1825, J.F. Grille signale la présence d'une structure vaguement bocagère « Il y a du bois le long des clôtures », « mais il n'est pas à bon marché à Bourbourg et aux environs. On y supplée par le charbon de terre qui vient de Valenciennes, et par une espèce de tourbe qu'on tire en creusant la terre à quatre ou cinq pieds de profondeur. On trouve alors un banc de deux pieds d'épaisseur, qui est composé de bois pourri ; on y reconnaît des arbres entiers avec leurs feuilles et leurs fruits. On distingue des glands, des noisettes ; et des découvertes du même genre ont eu lieu dans plusieurs cantons du département. Comment les expliquer autrement que par des invasions subites et considérables de la mer, qui se sera ensuite retirée, et qui, traversant les forêts, déracinant les arbres, les aura laissés couchés sur la terre spongieuse. Ces arbres, s'étant couverts de sable et de terre dans la suite des siècles, fournissent aujourd'hui à l'homme, sous une forme, le combustible qu'ils avaient été, dans l'origine, destinés à lui donner sous une autre ».
En 1873 est mise en service par la compagnie des chemins de fer du Nord-Est la ligne de Watten - Éperlecques à Bourbourg, suivie, en 1876, par la ligne de Coudekerque-Branche aux Fontinettes qui relie Dunkerque à Calais de la Compagnie des chemins de fer du Nord. Les deux lignes se rejoignent à la gare de Bourbourg, facilitant les déplacements des habitants et le transport des marchandises. La première des deux lignes a fermé en 1939 pour le service marchandises et en 1958 pour celui des marchandises.

Les chemins de fer à Bourbourg
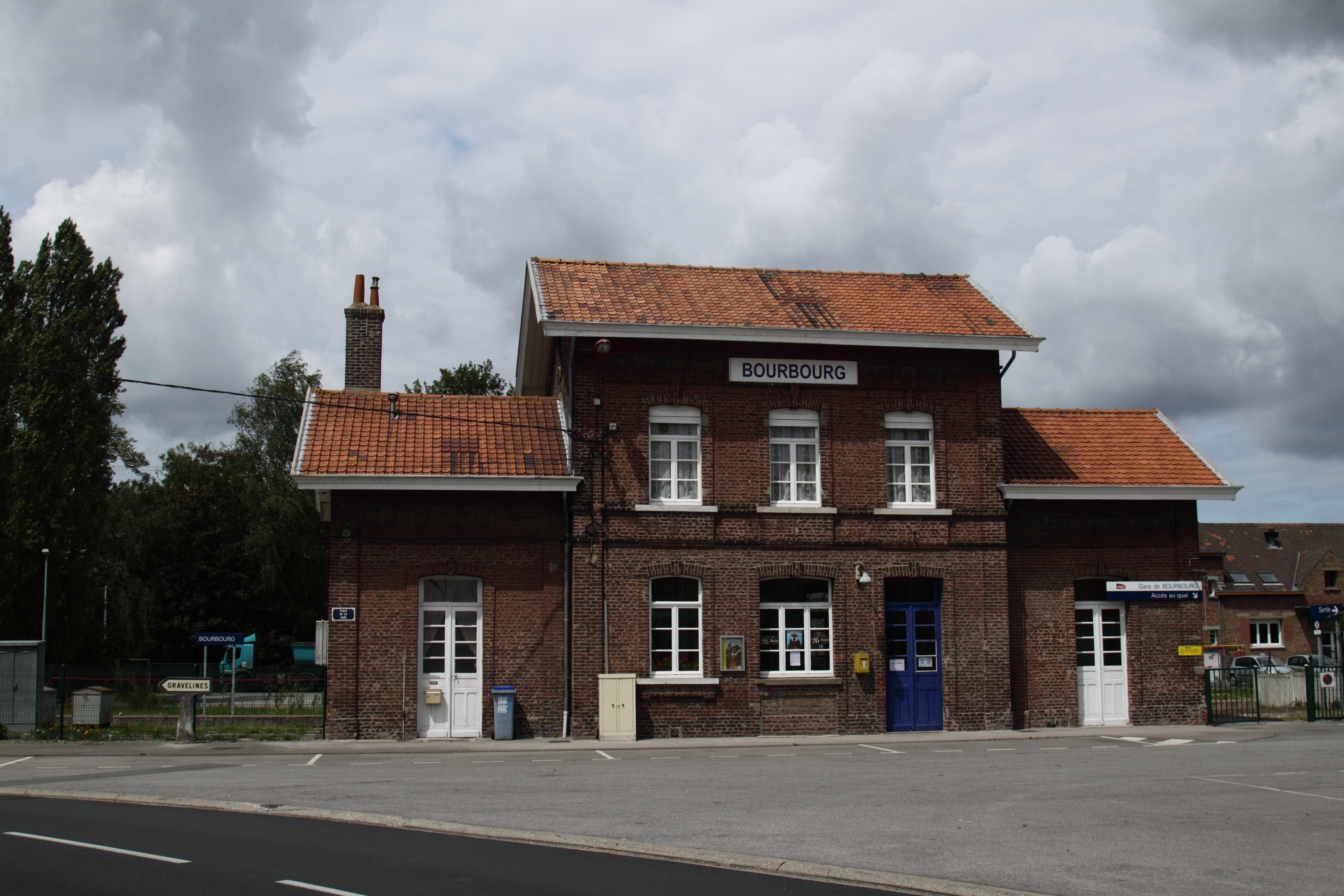
La gare de Bourbourg en 2011
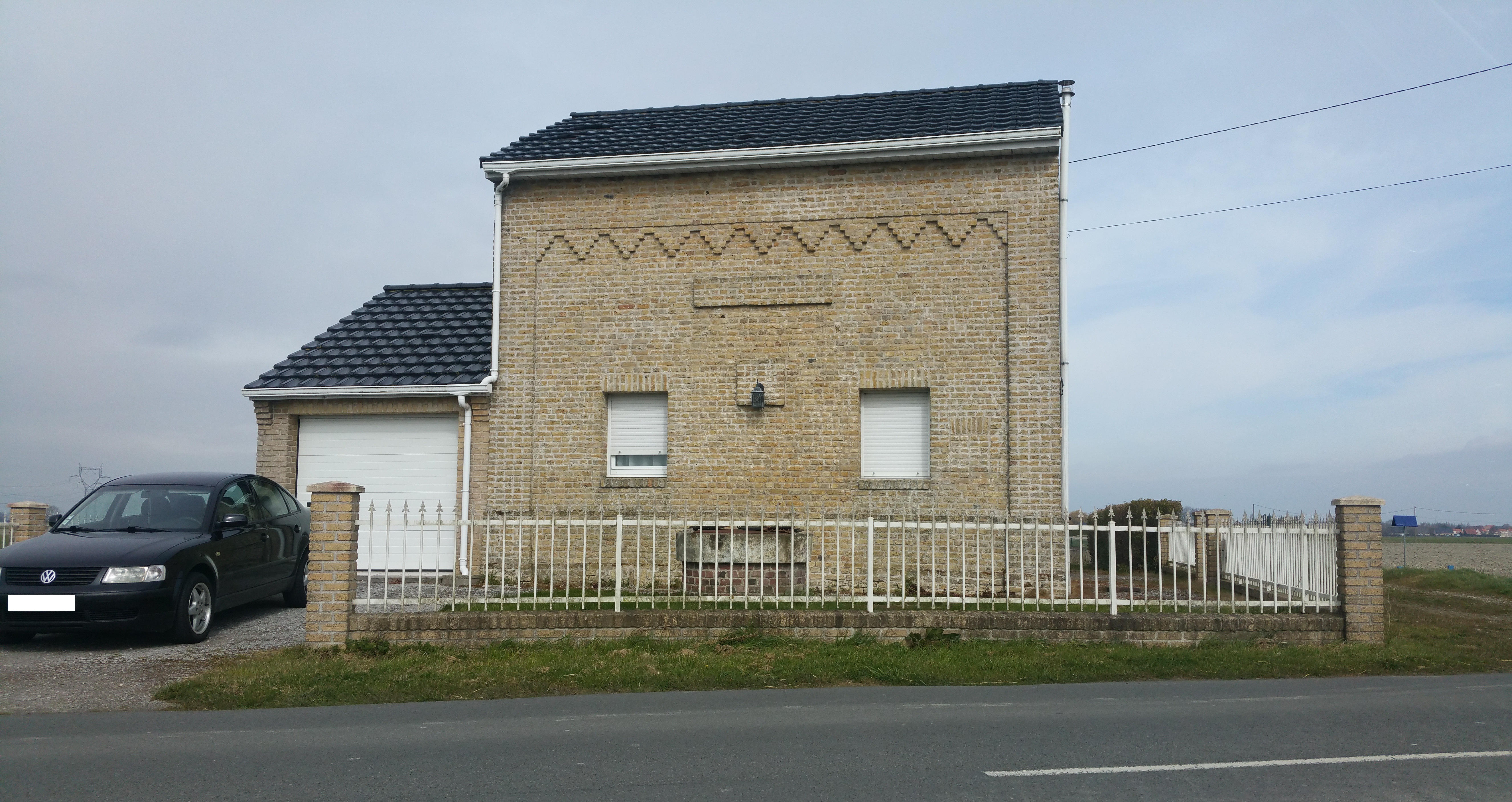
L'ancienne gare de Bourbourg-Saint-Nicolas en 2016 (ligne de Watten - Éperlecques à Bourbourg)
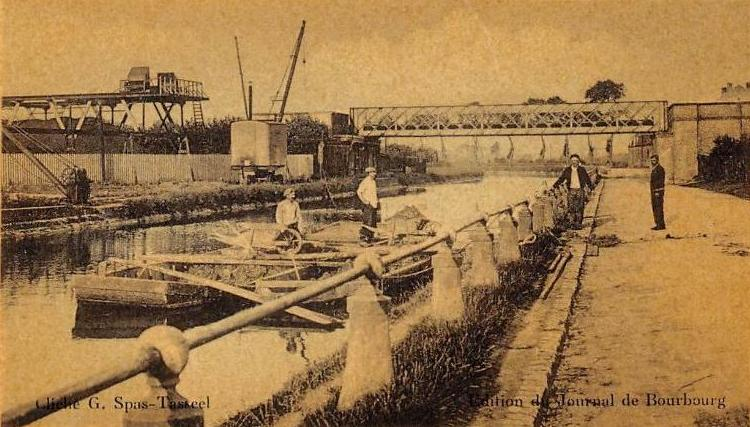
Le pont du chemin de fer au tout début du XXe siècle

En 1888, la prison de Bourbourg sert encore de « chambre de sûreté », (ou dépôt de sûreté), utilisée pour incarcérer les coupables de braconnage etc. avant de les déférer à la prison de Dunkerque. Elle l'était déjà en 1808.
La même année, après la victoire en mai aux élections municipales des républicains, le 14 juillet, qui était un samedi, donna lieu à une grande fête avec multiplication d'animations dès le vendredi 13 au soir : annonce de la fête par la sonnerie des cloches et le carillon, retraite aux flambeaux dans les rues de la ville avec en tête la musique municipale et les sapeurs pompiers, jeux de bengale, chants patriotiques. Le 14 au matin, le drapeau est arboré sur les édifices publics et les habitants invités à le faire également. Dès 7h00, nouvelle sonnerie des cloches et carillon, à 9h00 distribution de secours aux pauvres, à 11h30 passage en revue sur la grand place des corps municipaux (musique, sapeurs pompiers) par le conseil municipal. À partir de 14h00, jeux divers avec remise de prix aux vainqueurs : tir à la cible (la liste des gagnants montre qu'on est venu de loin pour y participer : Dunkerque, Saint-Omer, Calais, Béthune ; à l'époque, les concours de tir étaient prisés et considérés comme un entraînement en vue de la guerre plus ou moins latente dans les esprits afin de récupérer l'Alsace et la Lorraine perdues pendant la guerre de 1870), mât de cocagne sur la place de l'Hôtel de ville, jeu de bascule hydraulique, jeu de tourniquet breton, carrousel à pied pour les jeunes gens, grande tombola gratuite pour les enfants, concert de musique par la musique municipale, et en soirée, feu d'artifice, bal public avec entrée gratuite dans le parc de l'Hôtel du commerce, édifices publics illuminés avec invitation aux habitants de le faire également. Les installations foraines étaient exemptées de droit de place pour cette journée, les établissements publics autorisés à rester ouverts pendant la nuit du 14 au 15 pouvaient organiser des jeux et divertissements.
Vers 1890, ont été découvertes dans le cimetière, des monnaies du XIVe siècle, on présume qu'elles ont été enfouies lors du siège de Bourbourg en 1383 (croisade d'Henri le Despenser).
Le dimanche 30 décembre 1894, dans l'après-midi, un incendie se déclare dans l'église de Bourbourg, a priori à partir des décorations de Noël (des enfants auraient fait tomber une petite lampe à huile sur du papier doré décorant la crèche). Les pompiers de Bourbourg doivent lutter contre deux foyers. Il neige et il y a du vent, on craint que les vitraux ne cèdent et que le vent attise le feu. Grâce au courage des pompiers et de l'abbé, le feu est éteint en deux heures, l'église est préservée mais une chapelle récemment restaurée et un tableau offert par la famille Schallier (famille d'un des deux notaires de Bourbourg) ont beaucoup souffert. L'incendie a mis en lumière un problème ancien à Bourbourg : le manque d'eau et de prises d'eau, malgré la présence du canal où il a fallu aller puiser.

#### Première Guerre mondiale
Pendant la Première Guerre mondiale, Bourbourg est à l'arrière du front qui part de Nieuport, suit le cours de l'Yser vers les monts des Flandres. En 1916 et 1917, Bourbourg-ville et Bourbourg-Campagne, placées sous l'autorité du commandement d'étapes de Gravelines, de même que Saint-Pierre-Brouck, Cappelle-Brouck, Loon-Plage, Grande-Synthe, sont le lieu de passage et de cantonnement de troupes, soldats français et belges, d'hôpitaux auxiliaires (de la Croix-Rouge) ou temporaires, de répartition entre les communes concernées de travailleurs agricoles (136 à 143 selon les moments), et de différents corps de troupes (intendance, service photographique...) ou de soutien aux troupes (boulangerie, boucherie, parc de bétail...). Fin septembre 1916, Bourbourg-Ville et Bourbourg-Campagne accueillent ainsi 16 officiers, 1 346 hommes de troupe dont 354 hospitalisés, 21 chevaux, 10 voitures. Ce commandement d'étapes dispose de l'autorité, pour, par exemple, en fin septembre 1916, ordonner la fermeture temporaire, pendant 8 jours, d'estaminets ayant donné à boire à des militaires en dehors des heures réglementaires. La ville dépend également, un temps, du commandement d'étapes installé à Saint-Folquin.
Le 7 août 1917, un avion français, piloté par un sergent aviateur, s'est posé dans un champ (champ de Mr Bluster). Aucun dégât  n'est à déplorer et l'aviateur est indemne. Le 6 janvier 1918, vers midi, un avion anglais victime d'une avarie doit  atterrir sur la commune, à proximité de la route de Loon-Plage. L'état-major d'aviation anglais prévenu par téléphone à Dunkerque envoie une équipe de réparation et l'appareil peut décoller dans l'après midi par ses propres moyens.
La ville bénéficie de la présence de soldats sur la commune : le 18 décembre 1917, un incendie se déclare à Bourbourg-Campagne dans une sècherie de chicorée. Des soldats (des G.V.C. : gardes des voies de communication) sur place mettent aussitôt en batterie une pompe à bras, puis utilisent une pompe à vapeur belge afin de noyer les décombres. Après une heure et trente minutes, tout danger est écarté.
Le 6 mars 1918, une torpille non éclatée est trouvée sur la route de Saint-Nicolas à Bourbourg-Campagne. Le garde champêtre est chargé de guider le détachement  envoyé pour procéder à son enlèvement.

#### Seconde Guerre mondiale
En mai 1940, au début de la Seconde Guerre mondiale, lors de l'invasion allemande, l'église Saint-Jean-Baptiste est incendiée et quasi détruite, de même que de nombreuses maisons.
Le 12 décembre 1945 Bourbourg-Ville et Bourbourg-Campagne sont réunies pour reformer la commune de Bourbourg.

## Politique et administration
La commune de Bourbourg-Ville, instituée par la Révolution française, absorbe en 1945 celle de Bourbourg-Campagne en 1945 et reprend alors le nom de Bourbourg.

### Rattachements administratifs et électoraux

#### Rattachements administratifs
La commune se trouve dans l'arrondissement de Dunkerque du département du Nord.
Elle était depuis 1793 le chef-lieu du canton de Bourbourg. Dans le cadre du redécoupage cantonal de 2014 en France, cette circonscription administrative territoriale a disparu, et le canton n'est plus qu'une circonscription électorale.

#### Rattachements électoraux
Pour les élections départementales, la commune fait partie depuis 2014 du canton de Grande-Synthe
Pour l'élection des députés, elle fait partie de la quatorzième circonscription du Nord.

### Intercommunalité
Bourbourg est membre depuis 1976  de la communauté urbaine de Dunkerque, (autrefois nommée Dunkerque Grand Littoral), un établissement public de coopération intercommunale (EPCI) à fiscalité propre créé en 1968 et auquel la commune a transféré un certain nombre de ses compétences, dans les conditions déterminées par le code général des collectivités territoriales.

### Tendances politiques et résultats
Lors du premier tour des élections municipales de 2014 dans le Nord, la liste DVG menée par le maire sortant Francis Bassemon obtient la majorité absolue des suffrages exprimés avec 2 610 voix (76,80 %, 26 conseillers municipaux élus dont 2 communautaires), devançant très largement celle également DVG menée par l'ancien maire  Michel Nicolet, qui a recueilli 788 voix (23,19 %, 3 conseillers municipaux élus).
Lors de ce scrutin, 30,53 % des électeurs se sont abstenus.
Mors du second tour des élections municipales de 2020 dans le Nord, la liste DIV menée par Éric Gens obtient la majorité absolue des suffrages exprimés, avec 1 234 voix (51,01 %, 22 conseillers municipaux élus dont 2 communautaires), devançant de 49 voix celle, également DIV, menée par le maire sortant Francis Bassemon, qui a recueilli 1 185 voix (48,98 %, 7 conseillers municipaux élus).
Lors de ce scrutin marqué par la pandémie de Covid-19 en France, 49,09 % des électeurs se sont abstenus,.

### Liste des maires

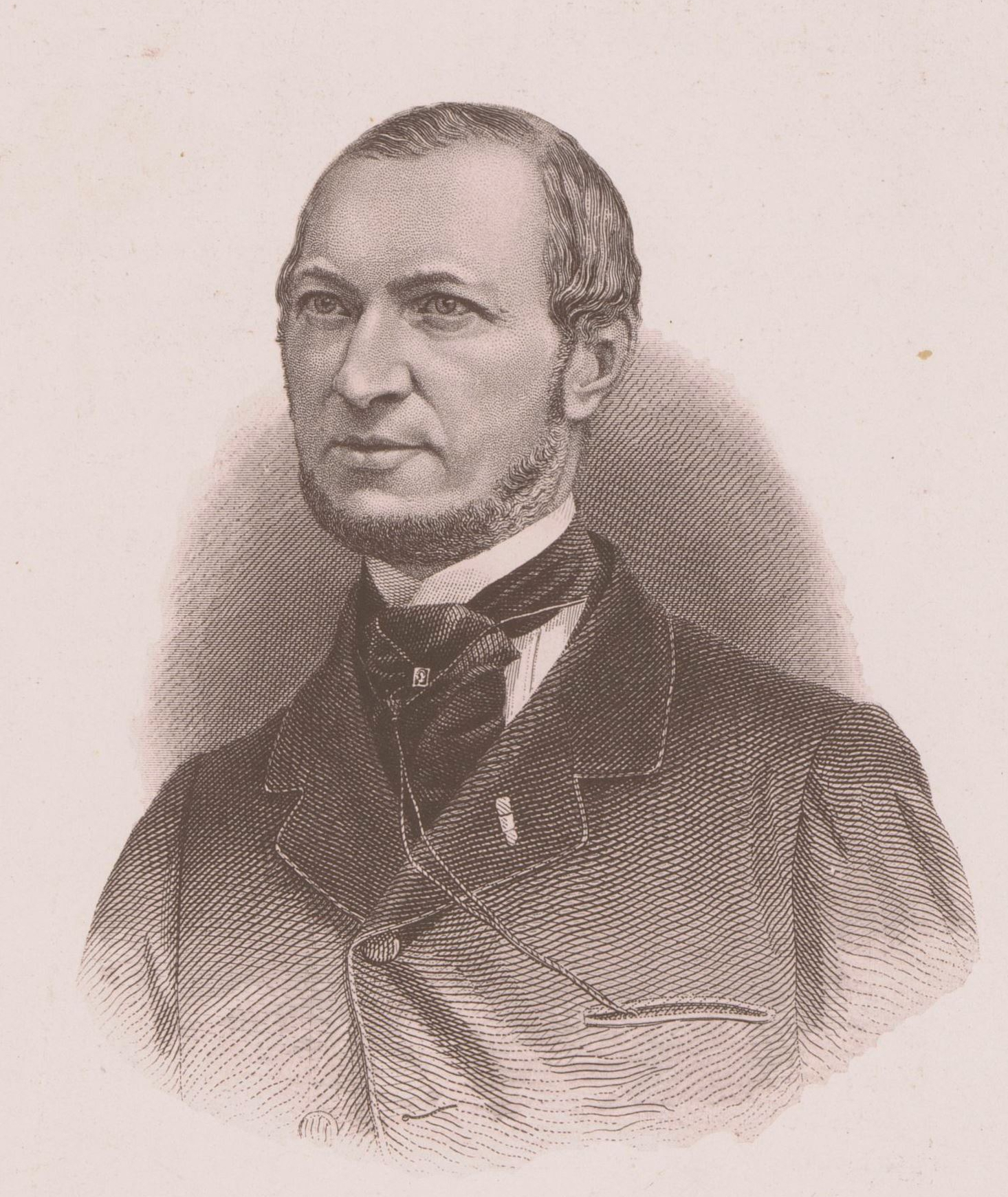
Edmond de Coussemaker, maire de 1874 à 1876.

| Période                                  | Période                         | Identité                         | Étiquette     | Qualité |
| ---------------------------------------- | ------------------------------- | -------------------------------- | ------------- | --- |
| Les données manquantes sont à compléter. |                                 |                                  |               | |
| janvier 1790                             | novembre 1791                   | Philippe Deschodt                |               | Rentier, échevin en 1789, ancien bourgmestre, Membre de la « Société des Amis de la Constitution », patriote modéré mais sincère, éliminé par les aristocrates en 1791, et réélu lors de la défaite de ceux-ci en 1792                                                          |
| novembre 1791                            | 1792                            | Philippe Depaepe,                |               | Notable, ancien bourgmestre, ancien conseiller pensionnaire en 1789, élu par les aristocrates |
| 1792                                     |                                 | Philippe Deschodt                |               | |
| avant 1802-1803                          |                                 | Jacques Antoine Gilles Vernimmen |               | Homme de loi, rentier juge suppléant au tribunal civil de 1re instance de l'arrondissement de Bergues |
| 1806                                     | 1808                            | Ig. Depaepe,                     |               | |
| Les données manquantes sont à compléter. |                                 |                                  |               | |
|                                          | 1828                            | Ignace Depape                    |               | Héritier de Benoit Depape (Depaepe), avocat, subdélégué de l'Intendant de la Généralité de Lille, 1er conseiller pensionnaire à Bourbourg |
| 1843                                     | 1848                            | Louis Demeuninck                 |               | Docteur en médecine Chevalier de la Légion d'honneur (décoré à l'occasion de l'épidémie cholérique de 1848-1849) |
| 1848                                     | 1852                            | Maurice Vercoustre               |               | |
| 1852                                     | 1874                            | Louis Demeuninck,.               |               | Docteur en médecine Conseiller général de Bourbourg (1876 → 1882) Chevalier de la Légion d'honneur (décoré à l'occasion de l'épidémie cholérique de 1848-1849) |
| 1874                                     | 1876                            | Edmond de Coussemaker            |               | Musicologue et ethnologue du Moyen Âge Juge de paix à Lille Conseiller général de Bourbourg (1849 → 1876) Président du Comité flamand de France (1853 → 1876) Chevalier de la Légion d'honneur, de l'Ordre de Saint-Grégoire-le-Grand et de l'Ordre de Léopold Mort en fonction |
| 1876                                     | 1888                            | Jérémie Vandenbroucque           | Républicain   | |
| 1888                                     | 1908                            | Victor Vandenbroucque            |               | |
| 1908                                     | 1914                            | Octave Longueval                 |               | |
| 1914                                     | 1919                            | Noël Pilon                       |               | |
| 1919                                     | 1937                            | Benjamin Vandenbroucque          |               | |
| 1937                                     | 1945                            | Gustave Meesemaecker             |               | |
| 1945                                     | 1946                            | Victor Martin                    |               | |
| 1946                                     | 1947                            | Olivier Varlet                   |               | |
| 1947                                     | 1965                            | Jean Vilain                      | MRP           | Conseiller départemental de Bourbourg (1945 → 1958) |
| 1965                                     | 1975                            | Jean Varlet                      | SFIO          | Employé de presse Sénateur du Nord (1974 → 1983) Conseiller général de Bourbourg (1958 → 1984) Vice-président du conseil général du Nord[Quand ?] Médaillé de la déportation, officier de la Légion d'honneur, chevalier des Palmes académiques                                 |
| 1975                                     | 1978                            | Michel Nicolet                   | DVG           | Ancien professeur de Français et d'Anglais puis gérant d'auto-école Conseiller communautaire à la communauté urbaine de Dunkerque Vice-président de la communauté urbaine de Dunkerque                                                                                          |
| 1978                                     | mars 1983                       | Jean Varlet                      | PS            | Employé de presse Sénateur du Nord (1974 → 1983) Conseiller général de Bourbourg (1958 → 1984) Vice-président du conseil général du Nord[Quand ?] Médaillé de la déportation, officier de la Légion d'honneur, chevalier des Palmes académiques                                 |
| mars 1983                                | juin 1995                       | Olivier Varlet                   | PS            | Fils du précédent Conseiller général de Bourbourg (1984-1994) |
| juin 1995                                | mars 2001                       | Michel Nicolet                   | DVG           | Inspecteur du permis de conduire et de la sécurité routière Conseiller communautaire à la communauté urbaine de Dunkerque |
| mars 2001                                | juillet 2020                    | Francis Bassemon                 | PRG puis MRSL | Vice-président de la communauté urbaine de Dunkerque de 2014 à 2020. |
| juillet 2020,                            | En cours (au 28 septembre 2022) | Éric Gens                        | SE            | Conseiller délégué à la Communauté Urbaine de Dunkerque Vice-président au SIVOM des Rives de l'Aa et de la Colme |

Maire de Bourbourg-Campagne en 1881 : Édouard Belle.
| Période                                  | Période    | Identité                   | Étiquette | Qualité |
| ---------------------------------------- | ---------- | -------------------------- | --------- | --- |
| Les données manquantes sont à compléter. |            |                            |           | |
| avant 1802-1803                          | après 1808 | Ph. Delaetre (ou Delattre) |           | |
| avant 1854                               |            | M. Waguet                  |           | |
| 1882                                     | 1888       | Edmond Duriez              |           | Distillateur Conseiller général de Bourbourg (1882 → 1905)                                                                                               |
| avant 1888.                              | après 1914 | Art. Belle                 |           | |
| avant 1922                               | après 1929 |                            |           | |
| avant 1930                               | après 1939 | Victor Leuliette           |           | |
|                                          |            | Eugène Decrocq             | FR        | Cultivateur Conseiller d'arrondissement de Bourbourg (1937→ 1940) Nommé conseiller départemental de Bourbourg par le Gouvernement de Vichy (1943 → 1945) |

## Équipements et services publics

### Enseignement
Bourbourg fait partie de l'académie de Lille.
Deux collèges, un public (collège Jean-Jaurès) et un privé (collège Notre-Dame) accueillent les élèves de Bourbourg et des villages voisins.
Écoles:
- École Sévigné
- École Lamartine
- École Jean-Michel-Billaut
- École la Campagne
- École Saint-Joseph (privé)

Collèges :
- Collège Notre Dame Dame (privé)
- Collège Charles-Brasseur (privé)
- Collège Jean-Jaurès (public)

Lycée :
- Lycée agricole Charles-Brasseur

### Santé
La ville de Bourbourg, il y a 8 maisons médicales, 3 pharmacies, 10 infirmiers, 4 dentistes, 3 pédicures podologues, 1 dermatologue, 2 orthophonistes, 3 kinésithérapeutes et 1 audioprothésiste.[Quand ?][réf. nécessaire]

### Équipements sportifs
Le ministère des Sports a décompté 39 équipements sportifs sur le territoire de la commune en 2013. Il y a du football, de la pétanque, du basket-ball, du tennis, du tennis de table, du tir à l'arc, de la musculation,tous les sports de combat, un groupe de majorettes…

## Population et société

### Démographie

#### Évolution démographique
L'évolution du nombre d'habitants est connue à travers les recensements de la population effectués dans la commune depuis 1793. Pour les communes de moins de 10 000 habitants, une enquête de recensement portant sur toute la population est réalisée tous les cinq ans, les populations de référence des années intermédiaires étant quant à elles estimées par interpolation ou extrapolation. Pour la commune, le premier recensement exhaustif entrant dans le cadre du nouveau dispositif a été réalisé en 2006.

En 2022, la commune comptait 6 958 habitants, en évolution de −2,17 % par rapport à 2016 (Nord : +0,51 %, France hors Mayotte : +2,11 %).
| 1793  | 1800  | 1806  | 1821  | 1831  | 1836  | 1841  | 1846  | 1851  |
| ----- | ----- | ----- | ----- | ----- | ----- | ----- | ----- | ----- |
| 2 084 | 1 966 | 2 004 | 2 273 | 2 378 | 2 527 | 2 474 | 2 325 | 2 528 |

| 1856  | 1861  | 1866  | 1872  | 1876  | 1881  | 1886  | 1891  | 1896  |
| ----- | ----- | ----- | ----- | ----- | ----- | ----- | ----- | ----- |
| 2 597 | 2 615 | 2 634 | 2 574 | 2 477 | 2 392 | 2 414 | 2 468 | 2 513 |

| 1901  | 1906  | 1911  | 1921  | 1926  | 1931  | 1936  | 1946  | 1954  |
| ----- | ----- | ----- | ----- | ----- | ----- | ----- | ----- | ----- |
| 2 586 | 2 482 | 2 422 | 2 489 | 2 203 | 2 198 | 2 124 | 5 469 | 5 564 |

| 1962  | 1968  | 1975  | 1982  | 1990  | 1999  | 2006  | 2011  | 2016  |
| ----- | ----- | ----- | ----- | ----- | ----- | ----- | ----- | ----- |
| 5 868 | 6 076 | 7 292 | 7 341 | 7 106 | 6 908 | 6 675 | 7 032 | 7 112 |

| 2021  | 2022  | - | - | - | - | - | - | - |
| ----- | ----- | - | - | - | - | - | - | - |
| 7 023 | 6 958 | - | - | - | - | - | - | - |

#### Pyramide des âges
La population de la commune est relativement jeune.
En 2018, le taux de personnes d'un âge inférieur à 30 ans s'élève à 38,8 %, soit en dessous de la moyenne départementale (39,5 %). À l'inverse, le taux de personnes d'âge supérieur à 60 ans est de 25,1 % la même année, alors qu'il est de 22,5 % au niveau départemental.
En 2018, la commune comptait 3 444 hommes pour 3 727 femmes, soit un taux de 51,97 % de femmes, légèrement supérieur au taux départemental (51,77 %).
Les pyramides des âges de la commune et du département s'établissent comme suit.
| Hommes | Classe d’âge | Femmes |
| ------ | ------------ | ------ |
| 0,7    | 90 ou +      | 1,9    |
| 6,5    | 75-89 ans    | 11,1   |
| 14,4   | 60-74 ans    | 15,4   |
| 19,2   | 45-59 ans    | 17,2   |
| 18,4   | 30-44 ans    | 17,4   |
| 20,0   | 15-29 ans    | 17,6   |
| 20,8   | 0-14 ans     | 19,3   |

| Hommes | Classe d’âge | Femmes |
| ------ | ------------ | ------ |
| 0,5    | 90 ou +      | 1,4    |
| 5,3    | 75-89 ans    | 8,1    |
| 14,8   | 60-74 ans    | 16,2   |
| 19,1   | 45-59 ans    | 18,4   |
| 19,5   | 30-44 ans    | 18,7   |
| 20,7   | 15-29 ans    | 19,1   |
| 20,2   | 0-14 ans     | 18     |

### Manifestations culturelles et festivités
Les fêtes communales ont traditionnellement lieu le dernier dimanche de juin et le 3e dimanche de septembre.
Un circuit pédestre de 10 km « Circuit de quathove » se propose de faire découvrir la ville et ses environs.

### Cultes

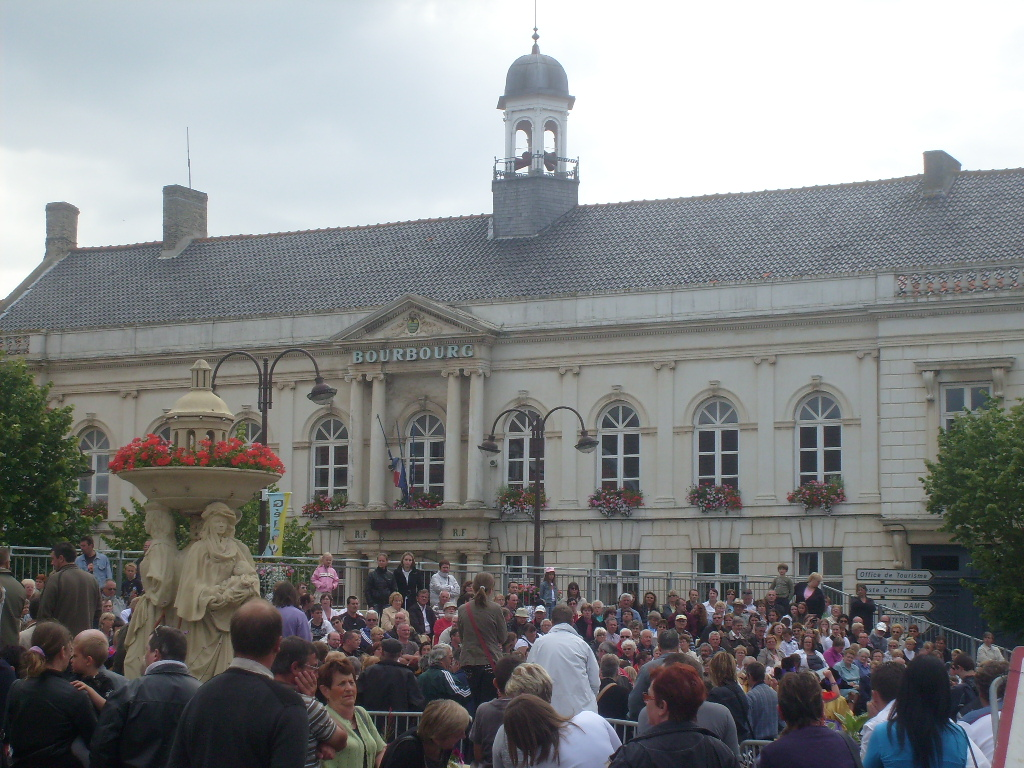
La Fête de Gédéon 2009 devant la mairie.

La fête de Saint-Martin le 10 novembre.
Les habitants de Bourbourg fêtent Gédéon le dernier dimanche de chaque mois de juin.

### Média
À la fin du XIXe siècle deux journaux paraissent à Bourbourg :
- Le Journal de Bourbourg et du canton de Gravelines, hebdomadaire puis" bi-hebdomadaire "puis" hebdomadaire, politique, d'intérêt local, agricole et littéraire, paraissant le mercredi, commence en 1882 (et parait toujours en 1895), édité par l'imprimeur Spas, de tendance conservatrice[135].
- La Gazette de Bourbourg et de ses environs, ou Gazette de Bourbourg et du canton de Gravelines, journal d'intérêt local, commercial, agricole et littéraire... : désigné pour la publication des annonces judiciaires et légales, paraît de 1898 à 1940, de tendance plus progressiste[136].

## Économie
Tous les mardis matin a lieu à Bourbourg un marché (il existait déjà en 1893) attirant des personnes venant de tout l'ancien canton. Il existait également un marché aux bestiaux.
La ville, située dans une plaine fertile propice à l'agriculture, est réputée pour deux types de volailles : le canard de Bourbourg et surtout la poule de Bourbourg.
Bourbourg, ancien chef-lieu de canton, compte de nombreux commerces et entreprises au service de la population, ainsi que des structures telles que maison de retraite (maison Olivier Varlet), association d'aide à domicile,. La ville a un passé industriel notable (tréfileries, chocolaterie, sècherie de chicorée, minoterie avec « Les Moulins de Bourbourg »...).

## Culture locale et patrimoine
L'office de tourisme accueille les visiteurs.

### Lieux et monuments
- L'église Saint-Jean-Baptiste. Selon le doyen Dominicus, l'église a été construite par les religieux de l'abbaye Saint-Bertin, dont elle dépendait, vers le XIIIe siècle. 
À l'intérieur on peut admirer le reliquaire, « La Châsse de Notre Dame de Bourbourg », de la fin du XVe siècle. 
Le chœur de l'église, dans lequel un avion s'est écrasé au cours de la Seconde Guerre mondiale, a été restauré et abrite depuis le 11 octobre 2008 une œuvre imposante du sculpteur britannique Anthony Caro appelée « Chœur de Lumière ». Il est classé à l'inventaire supplémentaire des monuments historiques depuis 1920[140].

L'église Saint-Jean-Baptiste de Bourbourg
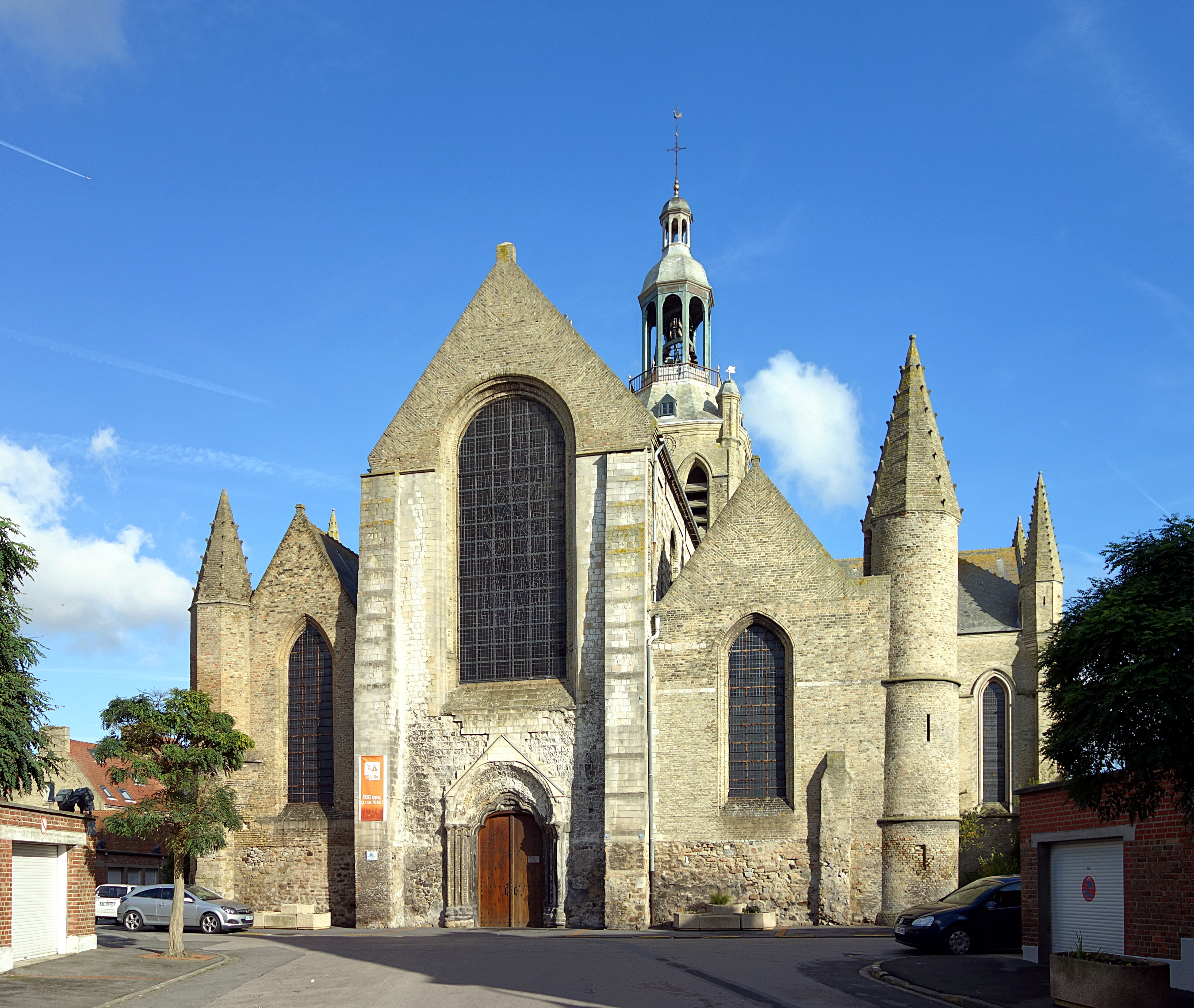
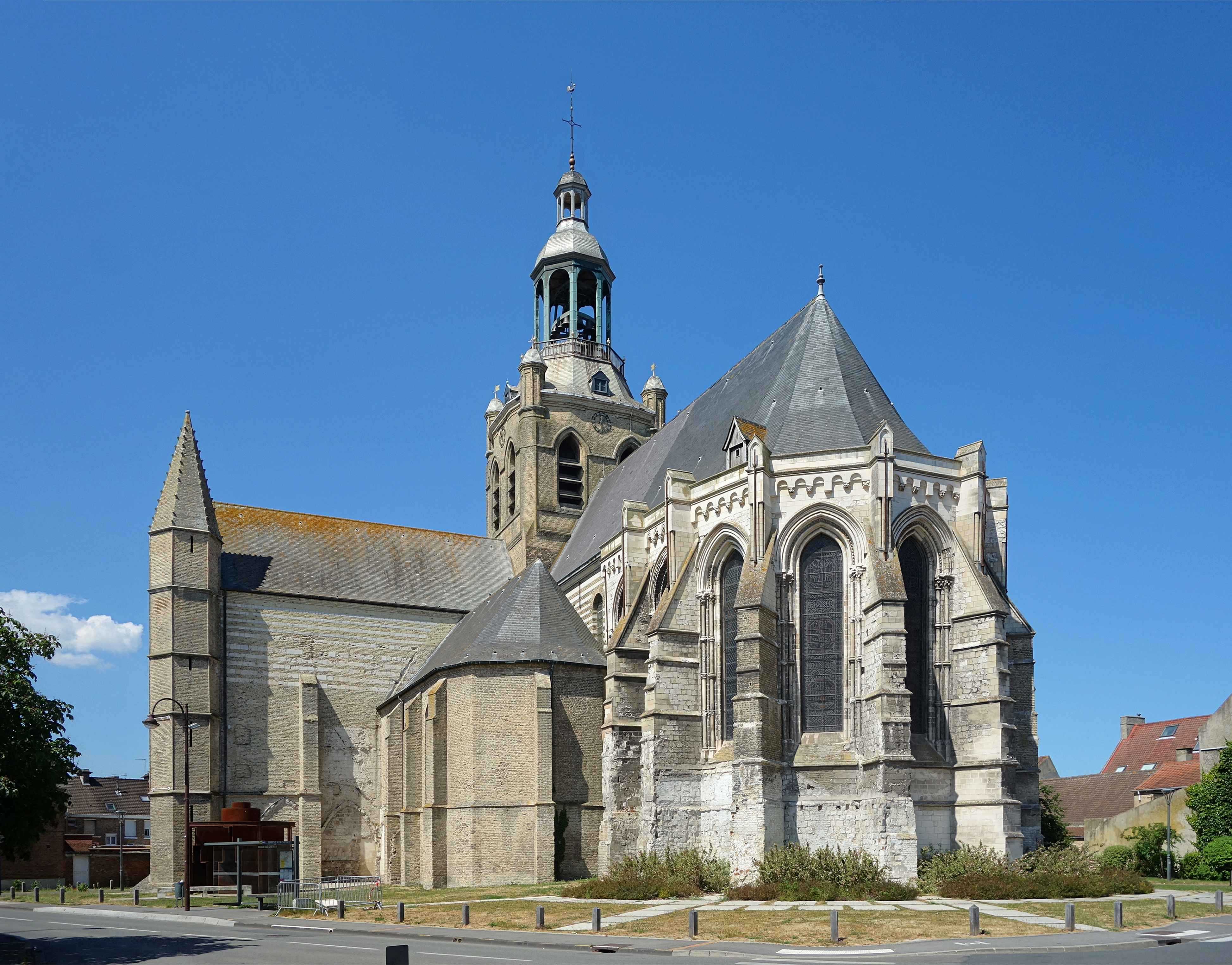
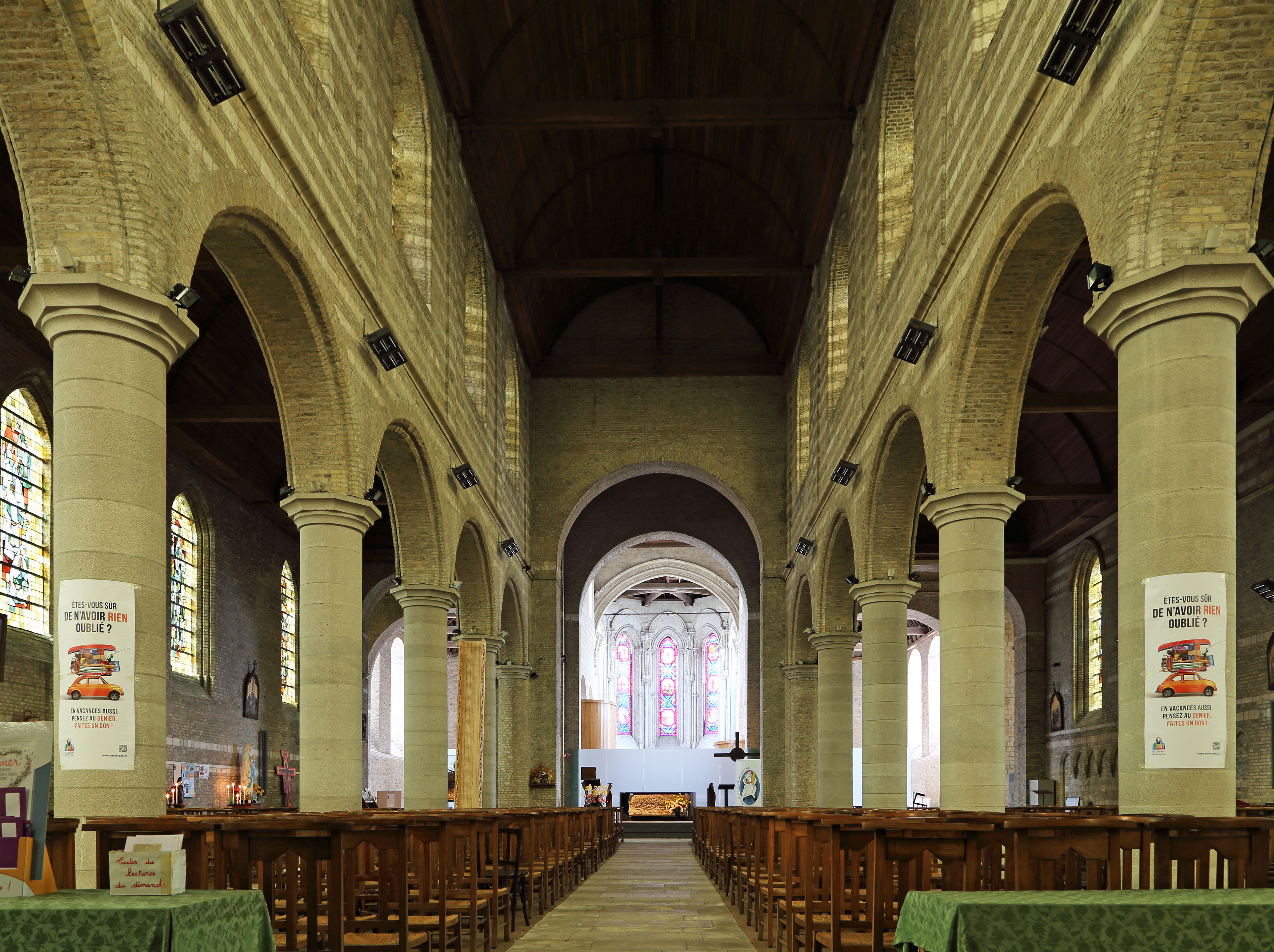
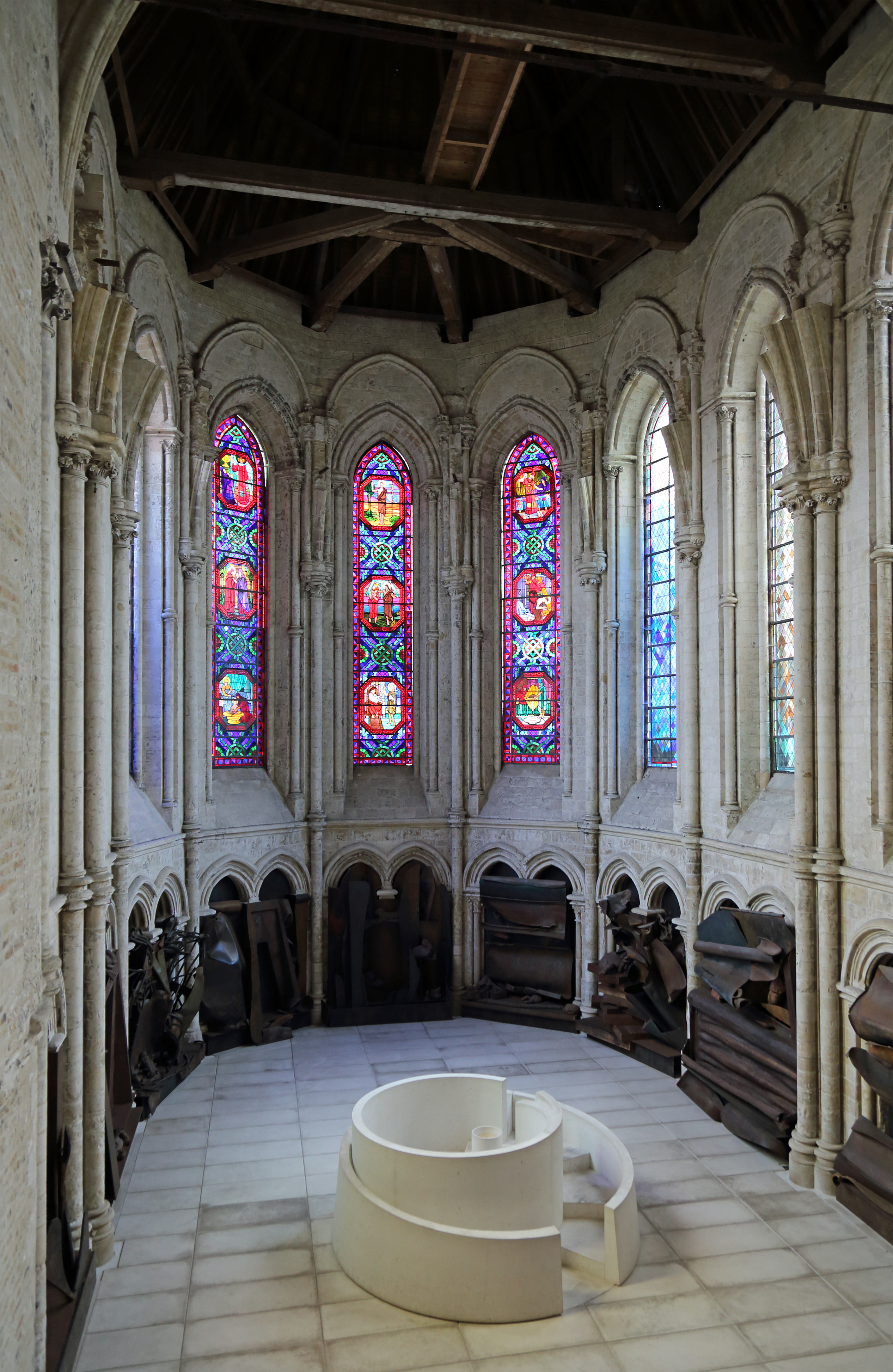
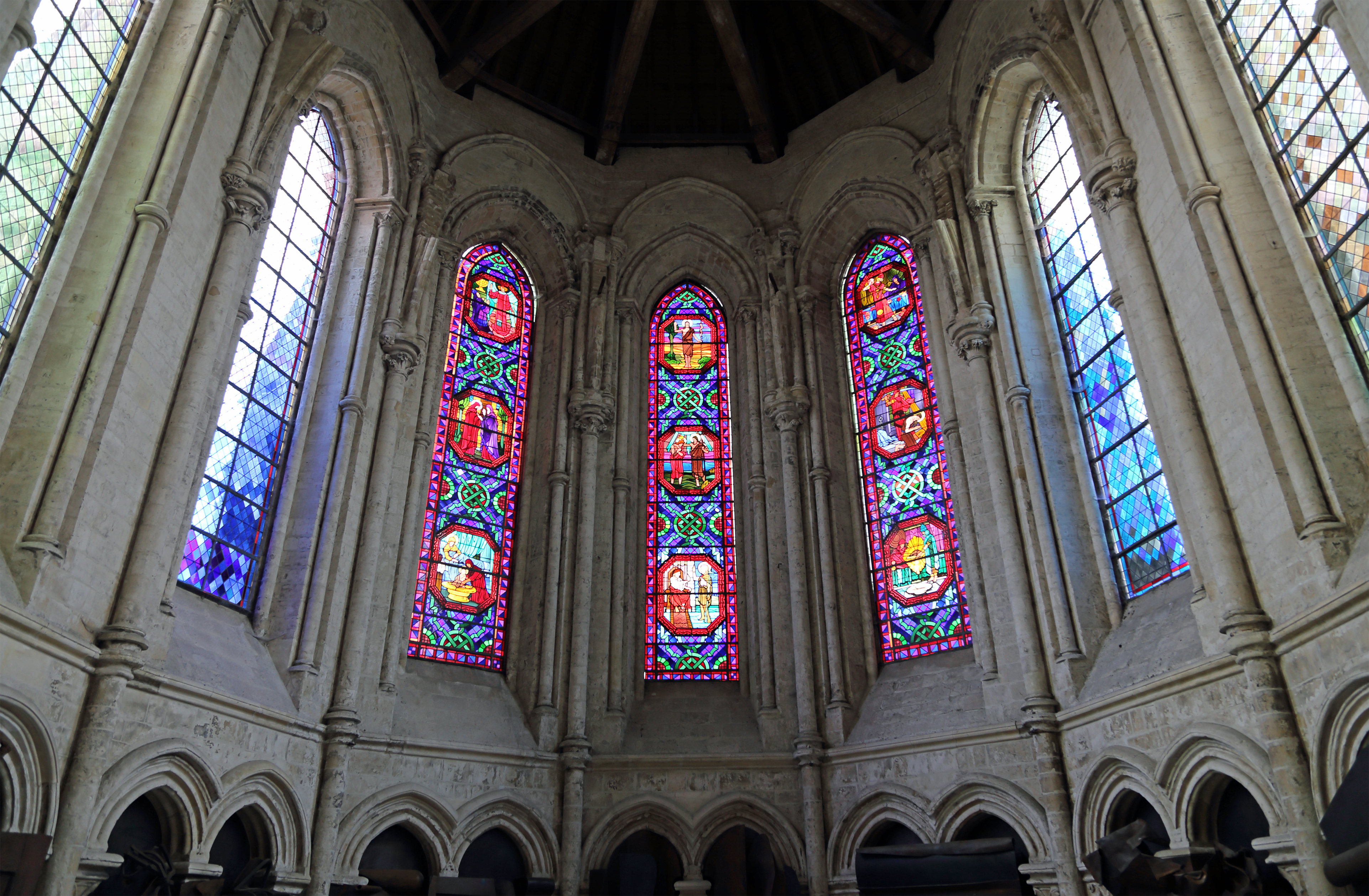

- La prison : toute proche de l'église Saint-Jean-Baptiste, édifiée au XVIIe siècle[141], se trouvent encore les anciens cachots de ce qui fut la prison de la ville. Construite en 1539, en briques jaunes, avec l'encadrement des fenêtres en pierre, le bâtiment est inscrit, depuis 1992, aux monuments historiques[142].
- Le château de Withof — ancien restaurant devenu un gite d'hôtes — 238 chambres.
- En 1979, l'hôtel de ville contient une table-bureau en bois de rose avec application de cuivre ciselé d'époque Louis XV et vingt-deux chaises en bois mouluré du XVIIIe siècle[31].

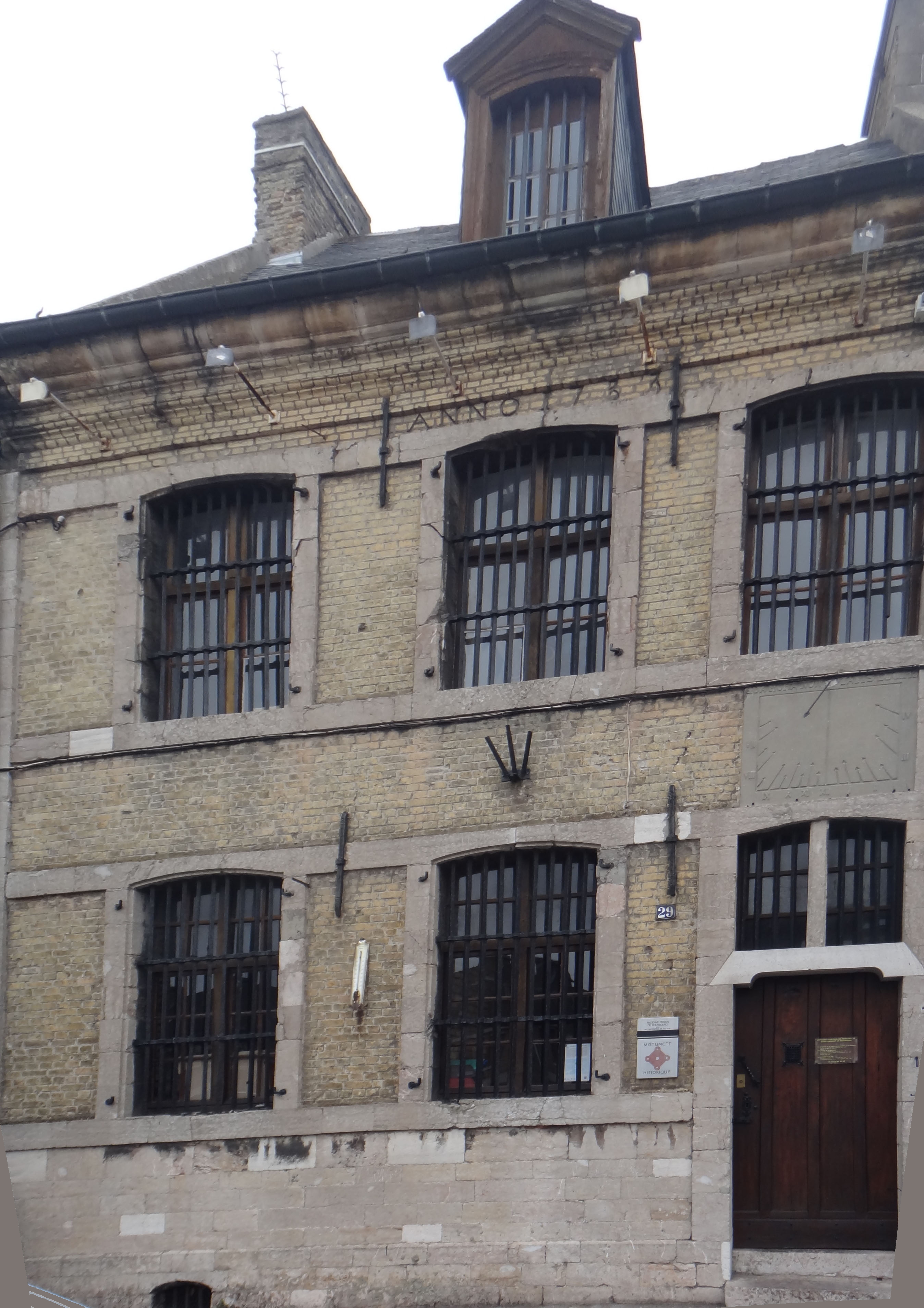
L'ancienne prison.
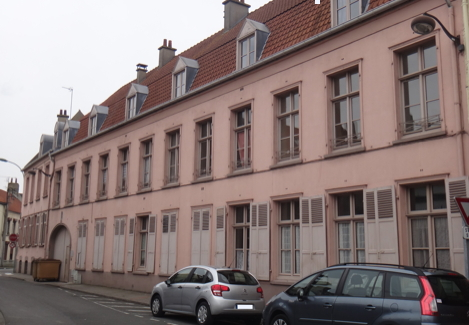
L'Hôpital Saint-Jean.
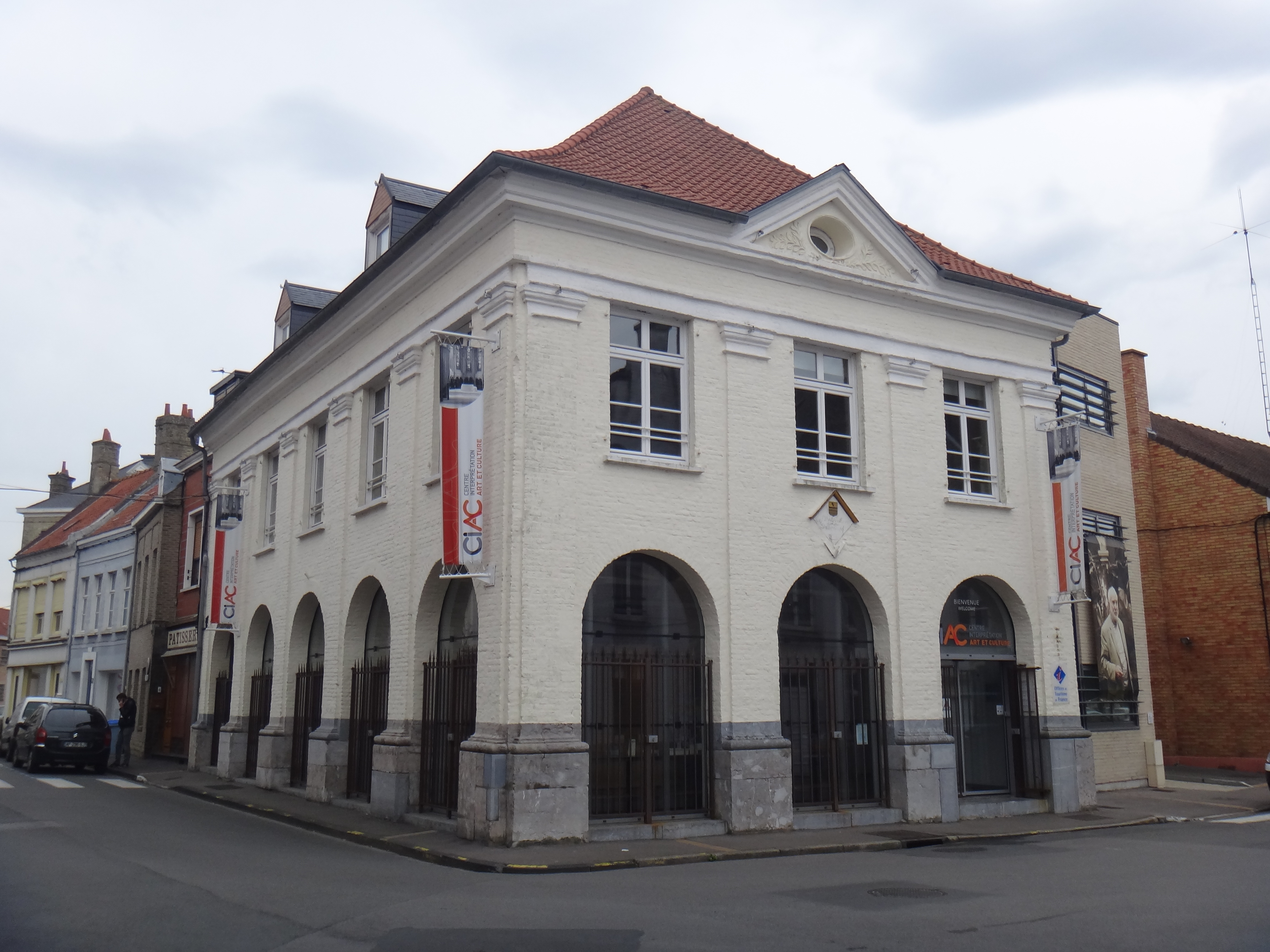
L.e marché aux poissons.
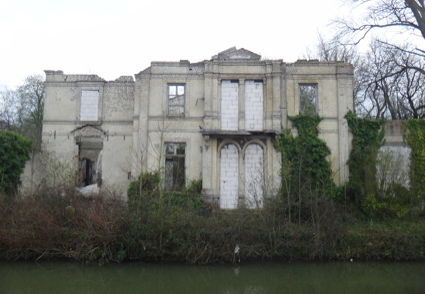
Ruines de la maison d'Edmond de Coussemaker.
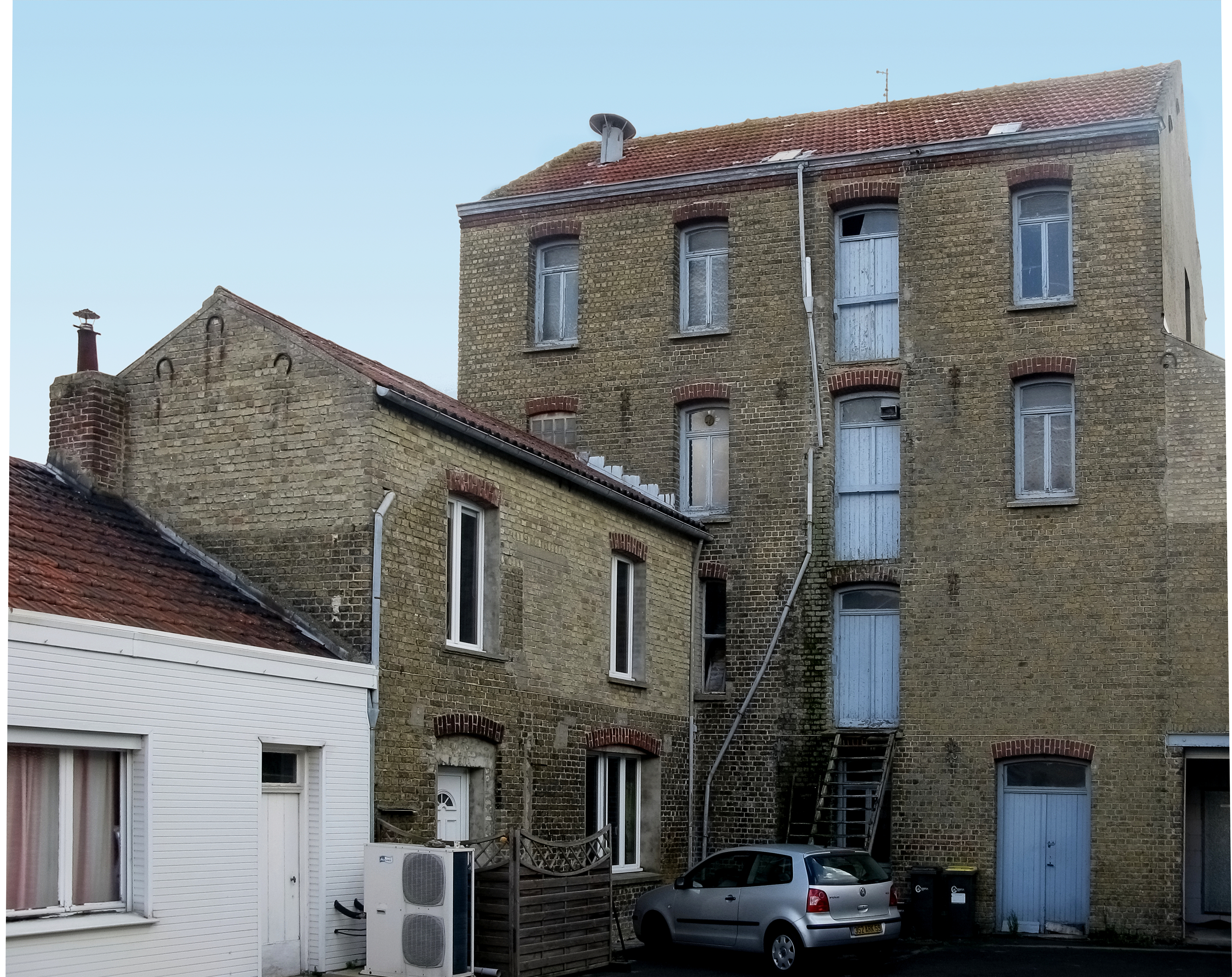
La cour de la minoterie Chevalier à Coppenaxfort.

### Élevage

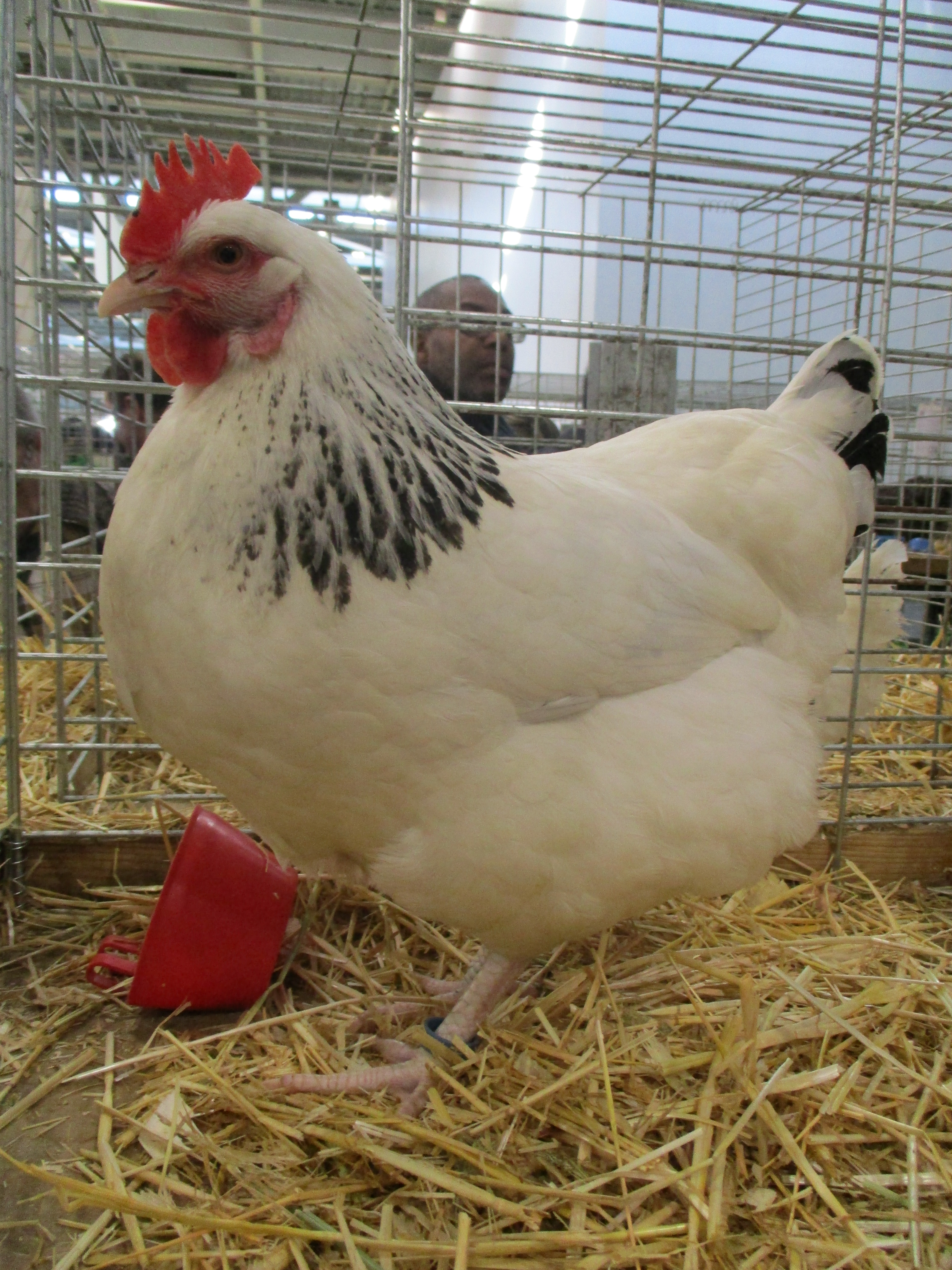
Une poule de Bourbourg.

La ville a donné son nom à la poule de Bourbourg et au Canard de Bourbourg

### Personnalités liées à la commune
- Famille de Bourbourg, châtelains de Bourbourg de la fin du XIe siècle au milieu du XIIIe siècle
- Philippe de Bourbourg (mort vers 1292), personnage de confiance des comtes de Flandre Marguerite de Constantinople et Gui de Dampierre, seigneur de Verlinghem
- Jean de Bourbourg est abbé à Bergues vers 1200, a priori de l'abbaye de Saint-Winoc, mais il existe un doute sur l'abbaye précise qu'il dirige, Bergues en comptant plusieurs.
- Charles van den Abeele (1691-1776) né à Bourbourg, éducateur et théologien jésuite qui participa dans la Flandre à la querelle entre la Compagnie de Jésus et le jansénisme.
- Cornil Guislain Jacobsen (1709-1787) né à Bourbourg, négociant, armateur et entrepreneur français du XVIIIe siècle, initiateur du défrichement décisif de l'île de Noirmoutier
- Charles Étienne Brasseur de Bourbourg (1814 – 1874), missionnaire et archéologue.
- Clément Codron, (1851 - 1930), y est né. Ingénieur Arts et Métiers de Châlons, professeur du cours des arts mécaniques[143] à l'Institut industriel du Nord (École centrale de Lille) de 1872 à 1922, ingénieur émérite, il a été directeur du Laboratoire de mécanique de Lille.
- Georges Bellanger (1861 - 1902), religieux catholique français, déclaré vénérable par le pape Jean-Paul II., y est né en 1861.
- Julien Gracq (1910 - 2007), écrivain français, s'est battu à Bourbourg et dans son voisinage en mai 1940, ainsi qu'il le relate dans ses Souvenirs de Guerre.
- Pierrick Berteloot (1999 - ), homme politique français, député du Nord, y est conseiller municipal pour le mandat 2020-2026).

### Héraldique
| Blason de Bourbourg | Blason  | D'azur à trois tierces d'or; au chef du même chargé d'un lion de sable.                                                |
| Blason de Bourbourg | Détails | Armes de la famille De Bourbourg, ayant inspiré celles de la commune. Le statut officiel du blason reste à déterminer. |

## Pour approfondir